# Saló Internacional del Còmic de Barcelona de 2016

Cartell promocional il·lustrat per Francisco Ibáñez.

El 34è Saló Internacional del Còmic de Barcelona se celebrà entre el dijous 5 i el diumenge 8 de maig de 2016 a la Fira de Barcelona de Montjuïc.
Una de les atraccions principals del Saló fou l'exposició monogràfica dedicada a Francisco Ibáñez, amb motiu del seu 80è aniversari. L'exposició antològica "Per molts anys, Ibáñez!" aplegà unes 100 pàgines de còmic originals des dels anys 1950 fins al present, posant èmfasi en els personatges més populars de l'autor, com Rompetechos, El botones Sacarino, Pepe Gotera y Otilio o Mortadel·lo i Filemó.
Ibáñez retornà així per la porta gran al Saló, amb una nova exposició de les moltes que el certàmen barceloní del la vinyeta ja havia acollit al llarg de la seva història. La 13a edició del Saló (1995), va mostrar la primera exposició dedicada a Ibáñez, amb motiu del Gran Premi Saló que l'autor havia rebut pel conjunt de la seva obra en l'edició precedent. El Saló de 1998 li dedicà una nova exposició, amb motiu del 40è aniversari dels sus personatges Mortadel·lo i Filemó. Finalment, el 2008, el Saló va retre un nou homenatge a Ibáñez amb motiu del 50è aniversari dels seus cèlebres agents.
Un altre focus d'atenció fou la presència per primera vegada a Barcelona de Frank Miller. L'autor nord-americà ja havia sigut nominat a la millor obra estrangera a la 12a edició del Saló (1994) per Sin City i havia guanyat aquest mateix guardó a la 18a edició del Saló (2000) amb 300. No obstant, Miller encara no havia fet mai acte de presència al Saló. La seva visita va coincidir amb el 30è aniversari de la publicació de la seva cèlebre obra Batman: The Dark Knight Returns.
Antoni Guiral fou nomenat director de continguts del certamen del 9è art pel Comitè Organitzador del Saló. A més de portaveu, Guiral fou el responsable de les exposicions, conferències, tallers i altres activitats culturals, lúdiques i pedagògiques del Saló.
El director del Saló, Carles Santamaria, va fer un balanç molt positiu de la 34a edició, amb un augment del nombre de visitants i de l'activitat. El Saló va ocupar una superfície rècord de 45.000 m² i va tancar amb un nou rècord de públic de 118.000 visitants, 5.000 més que a l'edició de 2015, i amb un augment de les vendes que alguns editors situaven fins a un 40%.

## Cartell
Ficomic va encarregar la il·lustració del cartell promocional al dibuixant Francisco Ibáñez, esdevenint una contribució més de l'homenatge rendit a l'autor de Mortadel·lo i Filemó, amb motiu del seu 80è aniversari.
El cartell mostra els personatges més populars i carismàtics d'Ibáñez, que es dirigeixen cap al Saló enfilats a un cotxe i una moto, en referència a l'edició del Saló, que dedicà l'exposició central a mostrar els vincles entre còmics i vehicles. El professor Bacteri i Ofèlia comparteixen una moto, mentre que el Súper i Filemó condueixen un cotxe. Mortadel·lo, al seu damunt, va disfressat de cowboy per a l'ocasió, muntat a un cavall. Filemó li retreu «Mortadel·lo, crec que no ho va entendre quan li van dir que havia d'anar al Saló». Al fons del cartell es veu la silueta de les dues torres venecianes de la plaça d'Espanya, seu del Saló.

## Exposicions

### Exposicions centrals
- Vinyetes sobre rodes. Exposició dedicada a mostrar la relació entre còmics i vehicles. L'exposició va estar formada per aproximadament 200 originals de còmics nord-americans, franco-belgues, italians, holandesos, britànics i espanyols, entre d'altres, relacionats amb el món dels vehicles. A més, l'exposició va incloure vehicles reals i a mida natural. Addicionalment, gràcies a un acord entre Ficomic i el Servei Català de Trànsit, el públic més jove pogué utilitzar un circuit i participar en tallers de dibuix i còmics relacionats amb la seguretat viària.

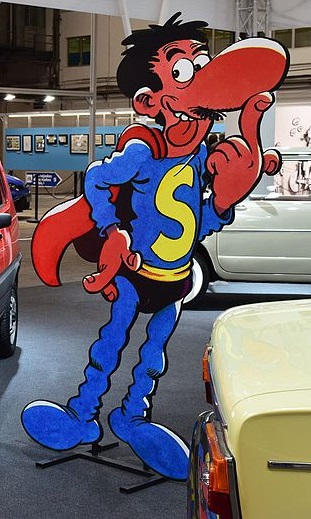
Detall de Super Llopis al costat d'un SEAT Panda 40 de color vermell.
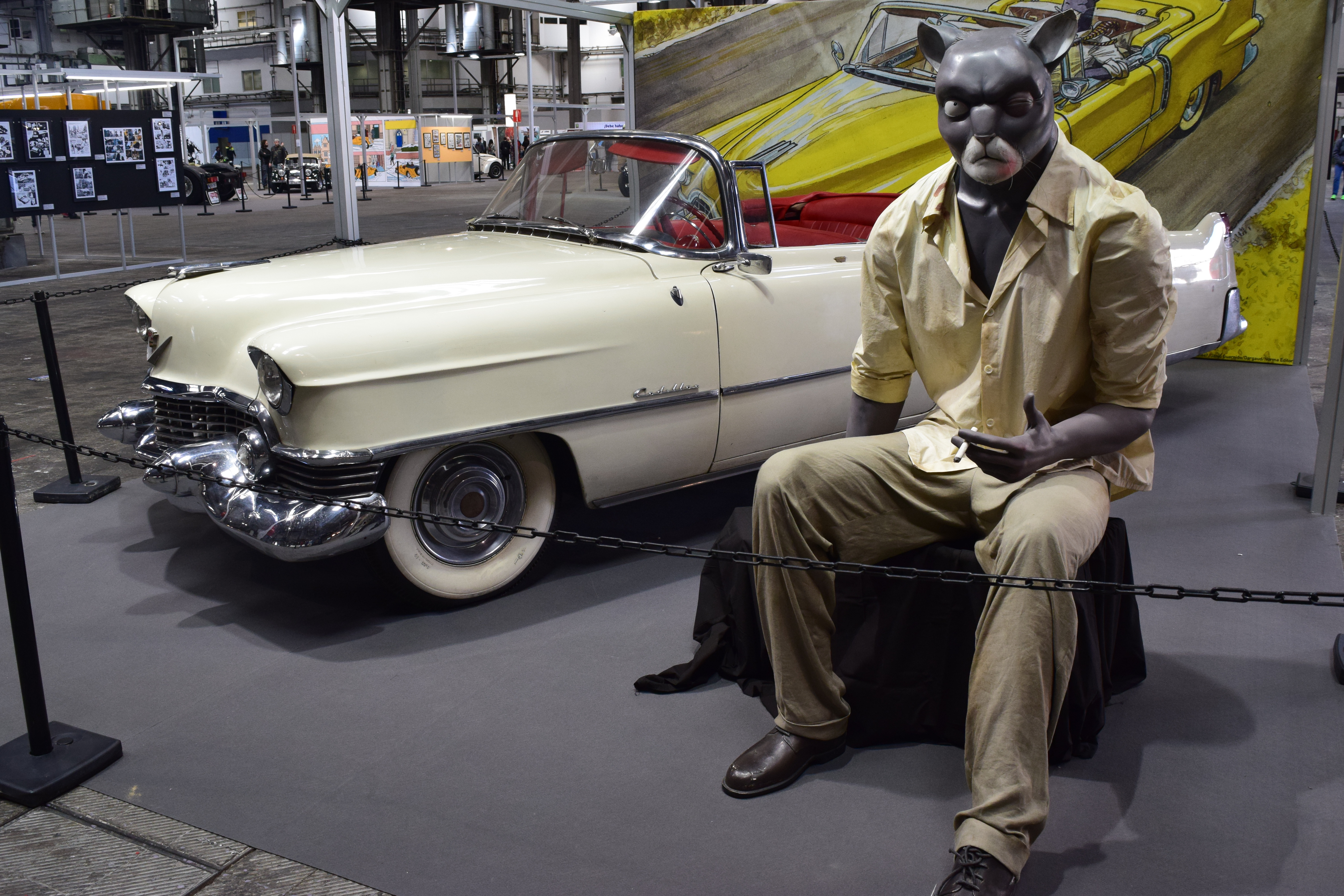
Cadillac Eldorado Brougham al darrere del detectiu John Blacksad.
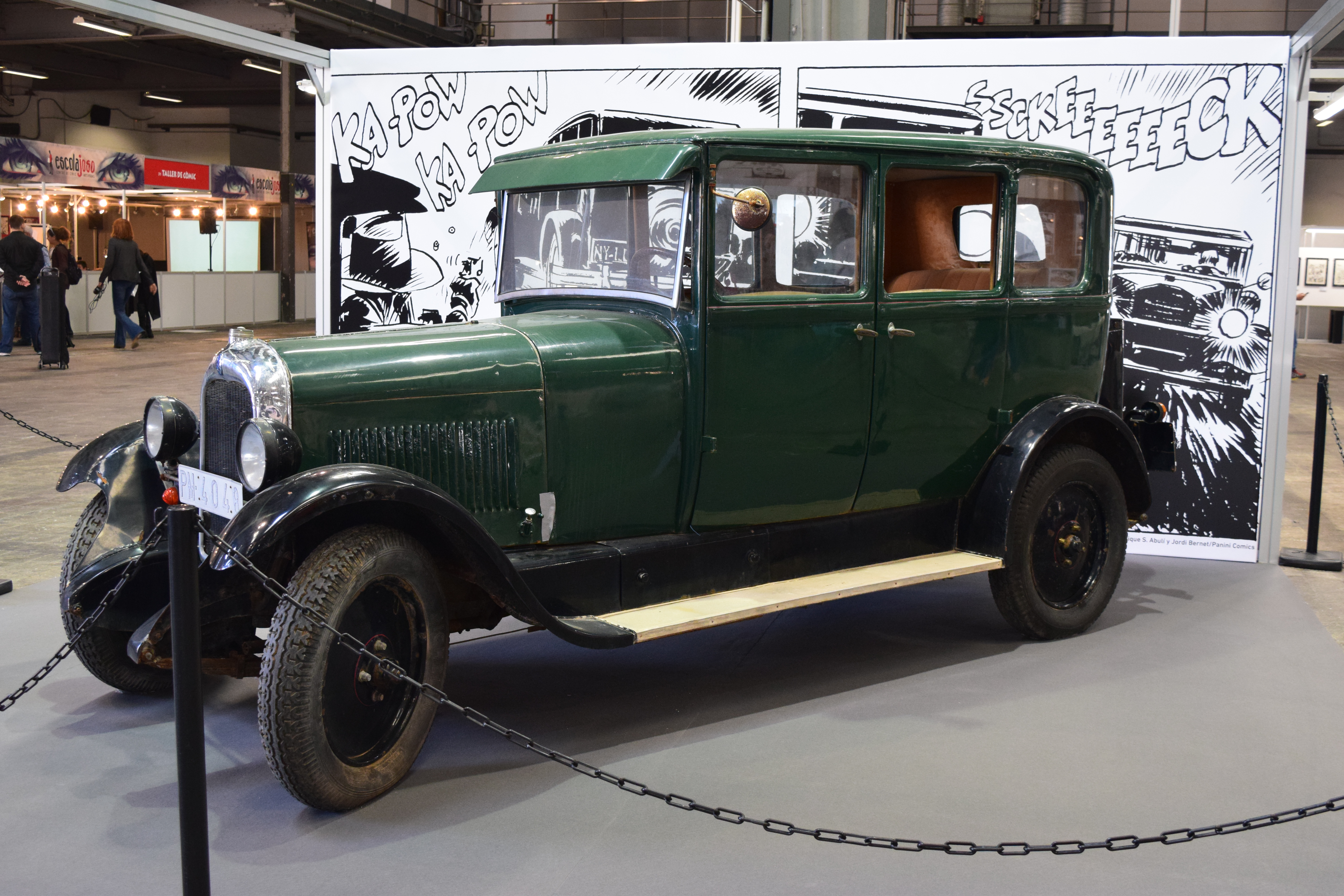
Detall d'un Citroën B14 G de 1928 al davant de vinyetes de Torpedo 1936.
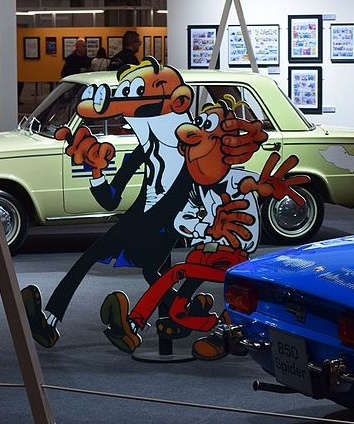
Mortadel·lo i Filemó rodejats de diversos cotxes.
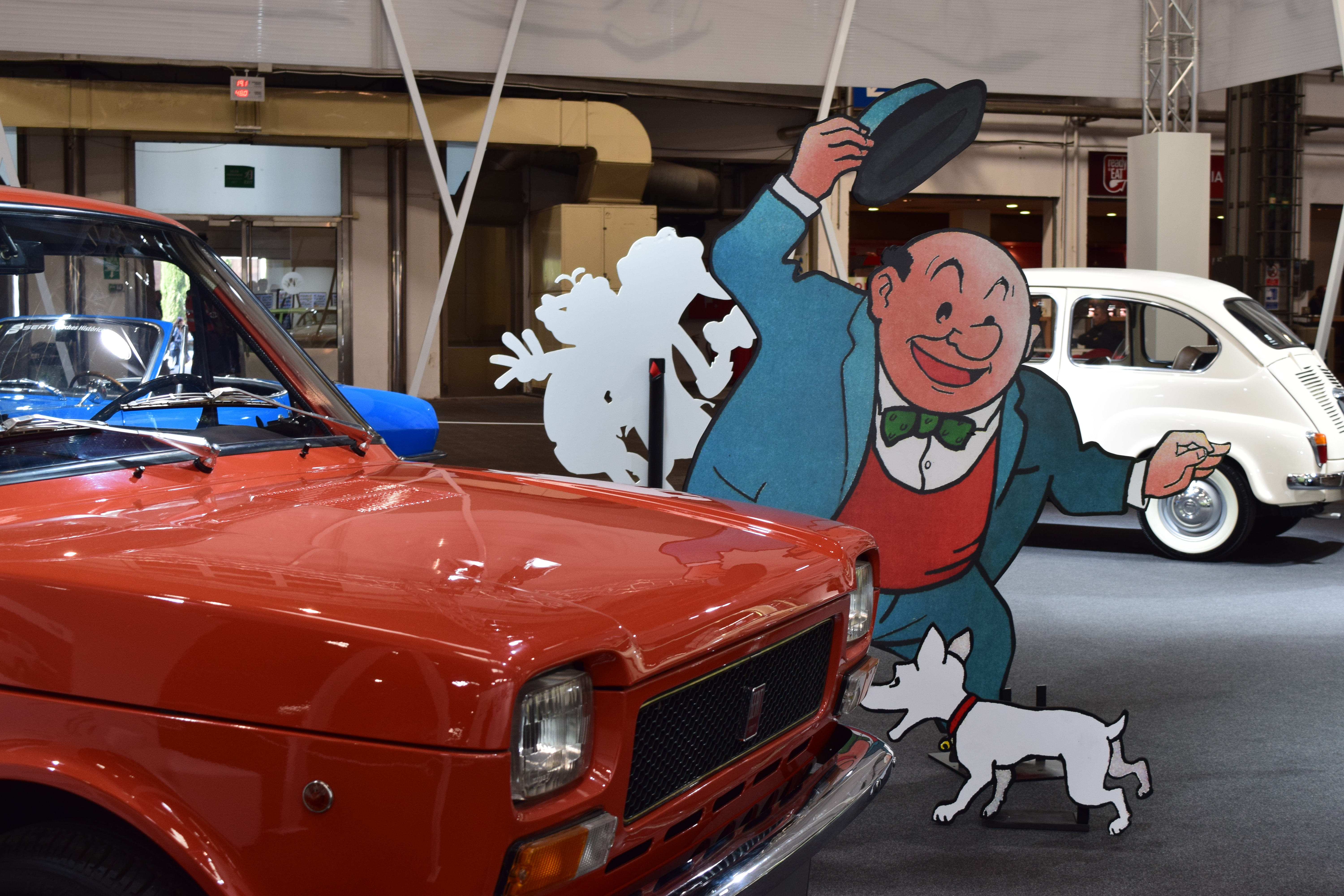
Detall de la part frontal d'un Seat 127 amb el pare de la La familia Ulisses i el seu gos Tresky.
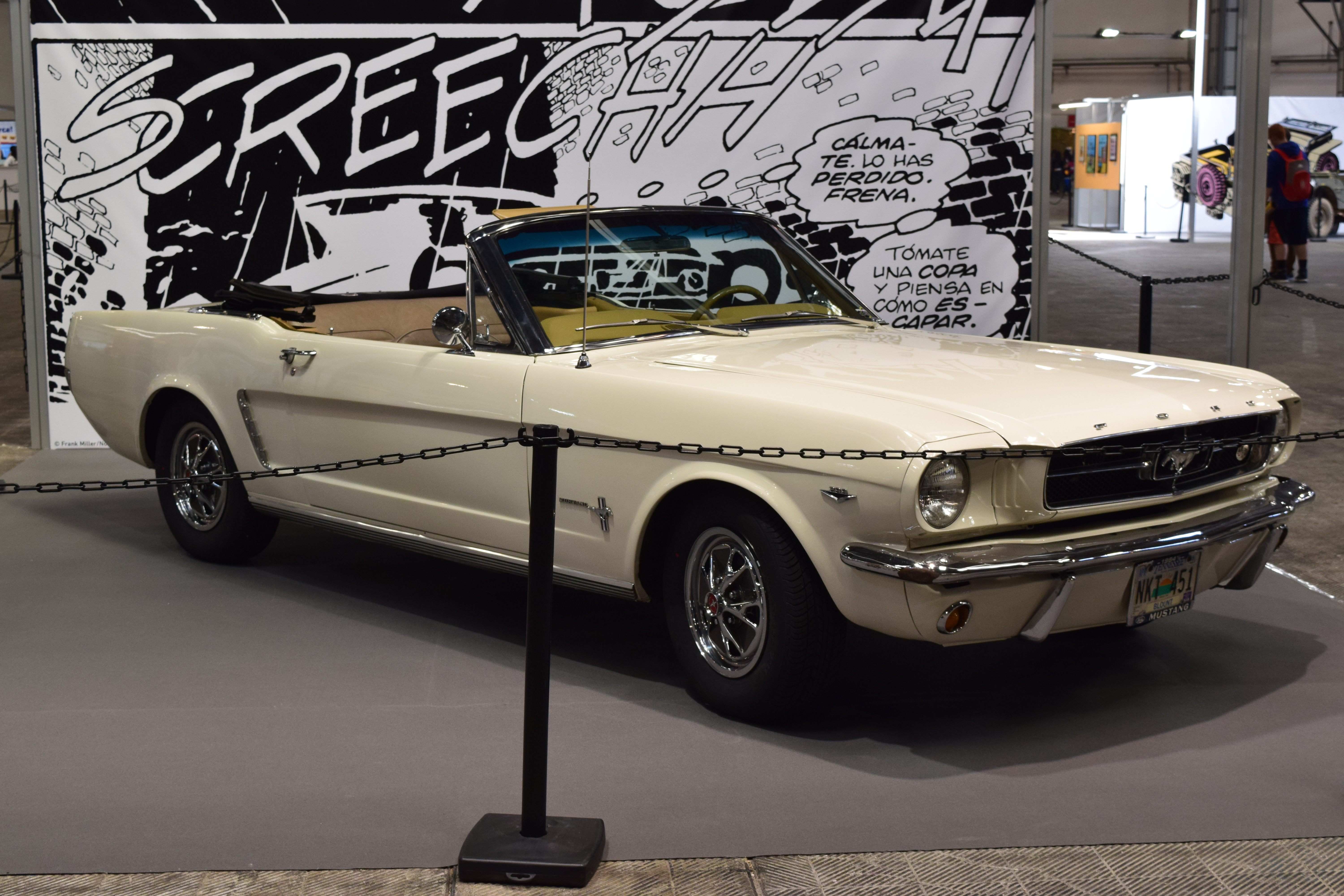
Detall d'un Ford Mustang descapotable de 1964. El cotxe apareix a Sin City, conduït per Marv.
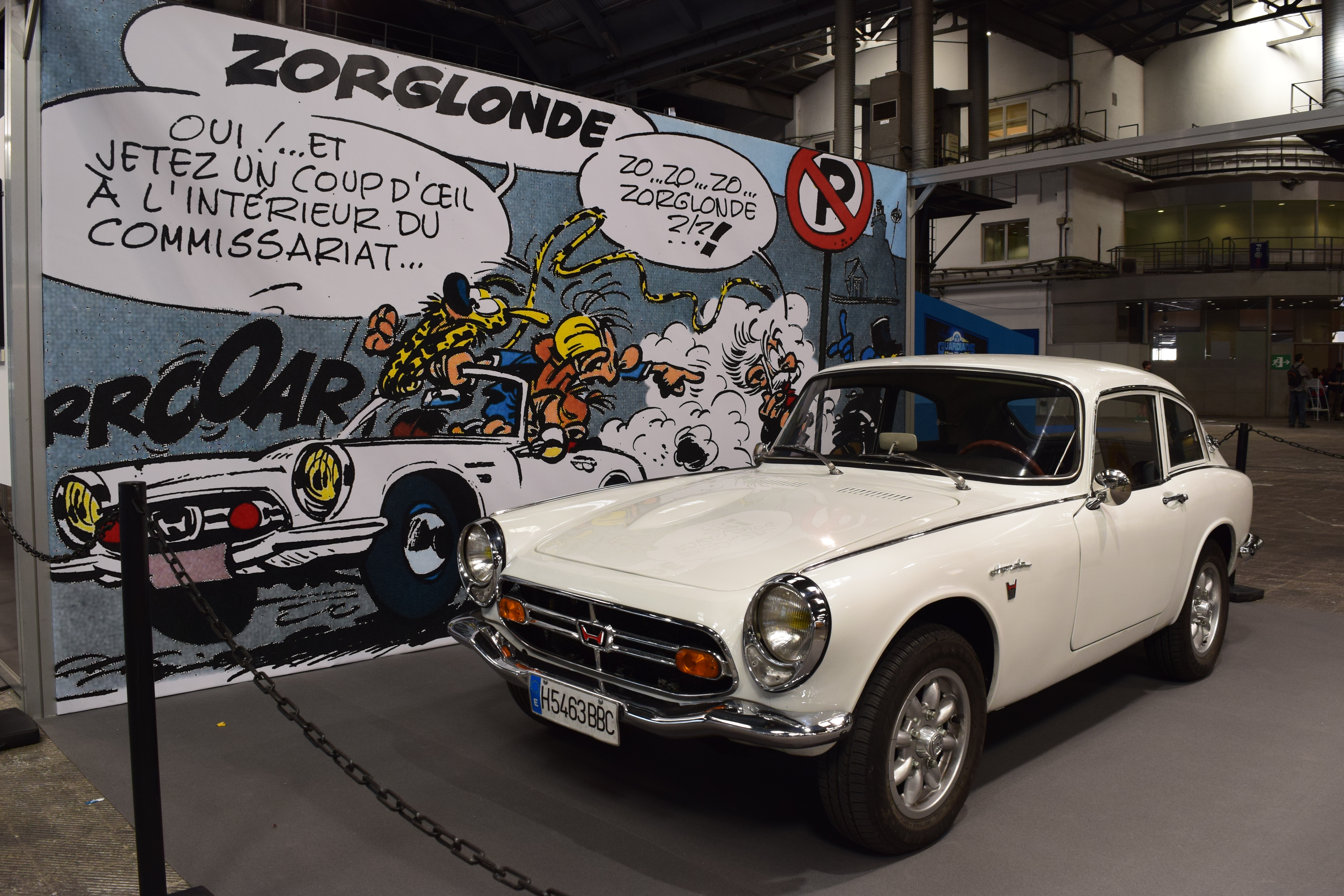
Honda S800 Coupe de Espirú i Fantàstic.
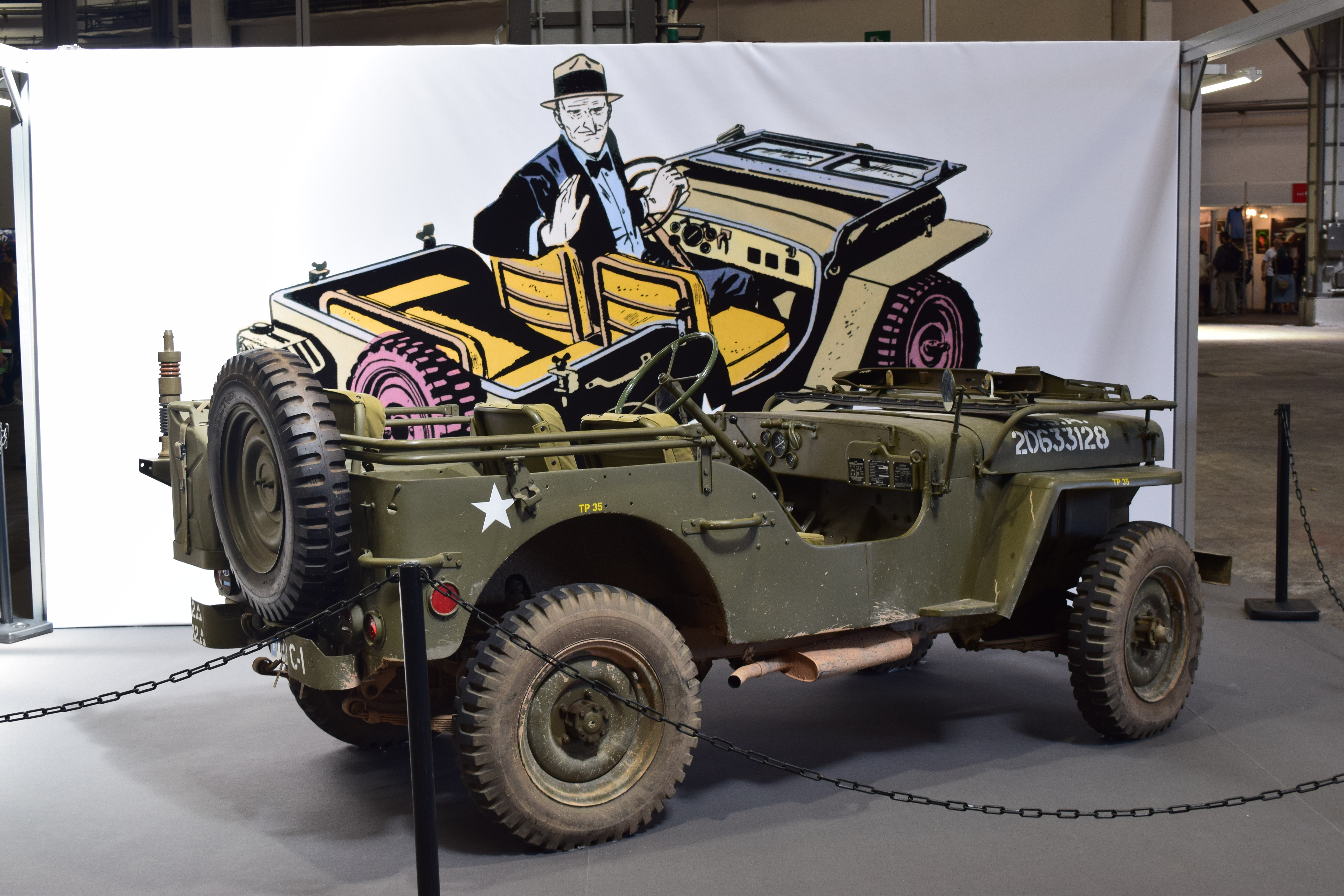
Jeep Willys davant d'una vinyeta de la sèrie de còmics Ernie Pike.

- Per molts anys, Ibáñéz!. Exposició dedicada al dibuixant Francisco Ibáñez amb motiu del seu 80è aniversari. L'exposició comptà amb més de 100 originals i va fer un repàs a la trajectòria professional de l'autor de Rompetechos, Pepe Gotera y Otilio, El botones Sacarino, 13, rue del Percebe, i els cèlebres Mortadel·lo i Filemó, entre d'altres.

- Homenatge a Luis Bermejo. Exposició dedicada al dibuixant de còmics Luis Bermejo, mort el 12 de desembre de 2015. L'exposició repassà sèries com Aventuras del FBI, Apache o El Capitán Trueno i inclourà il·lustracions de llibres com El Senyor dels Anells.

- Ilustr@. Exposició dedicada a joves il·lustradors i il·lustradores que publiquen i difonen les seves obres per internet, a través de blogs, xarxes socials i altres webs. L'exposició donà fe d'aquest nou fenomen a l'alça tot mostrant els treballs digitals d'un total de 15 autors: Amaia Arrazola, Paula Bonet, Ricardo Cavolo, Raquel Córcoles (Moderna de Poble), Juan Díaz-Faes, Agustina Guerrero, Maria Herreros, Óscar Llorens, Gabriel Moreno, Mundopiruuu, Marta Nael, Ana Oncina, Laura Pacheco, Pedrita Parker i Conrad Roset. La periodista Anna Abella d'El Periódico de Catalunya fou la comissària de l'exposició.

- Elles tenen superpoders. Exposició dedicada a mostrar el protagonisme de les superheroïnes en el món del còmic. Mostrà cèlebres superheroïnes com Batgirl, Catwoman, Elektra, Ms. Marvel, Power Girl, Supergirl, Tormenta o Wonder Woman, a més de fer un repàs a la història de les protagonistes de còmics de superherois. La primera fou la superheroïna Fantomah, creada el 1940 per Fletcher Hank, a la qual seguí Wonder Woman, creada el mateix any per William Moulton Martson i Harry G. Peter. L'exposició també va incloure el treball de personatges i superheroïnes d'autors espanyols, com Estigma o Aquaviva.

L'exposició va incloure la mostra d'autors nord-americans com John Buscema, John Byrne, Amanda Conner, George Pérez, Frank Miller o Bill Sienkiewicz. A nivell nacional, hi va haver autors com Daniel Acuña, Ramón F. Bachs, Natacha Bustos, Fernando Dagnino, Rafa Fonteriz, Andrés Guinaldo, David López, Álvaro Martínez, Francis Portela, Emma Ríos, Javier Rodríguez, Jesús Saiz, Daniel Sampere o Juan Santacruz.
- Novel·les gràfiques compromeses. Exposició dedicada a les novel·les gràfiques de denúncia social. Comptà amb diverses seccions que abordaren temes com el moviment dels indignats, la corrupció política, l'emigració, el racisme, els desnonaments, la situació de la gent gran, la indigència, la marginalitat, la cooperació i la solidaritat. A més, cada apartat comptà amb textos introductoris d'activistes socials com David Fernández, periodistes com Ana Pastor i ONGs com SOS Racisme, la Plataforma d'Afectats per la Hipoteca, Proyecto Los Argonautas, Arrels Fundació o Oxfam Intermón. Entre les obres dels autors que foren presents a l'exposició destacaren Carlos Azagra, Manel Fontdevila, Miguel Gallardo, Roger Ibáñez, Jan, Alfonso López, Jaime Martín, Fermin Muguruza, Miguelanxo Prado, Paco Roca, David Rubín, Antonia Santolaya, Víctor Santos i Zidrou.

### Exposicions dedicades als guanyadors de l'edició precedent
- Enrique S. Abulí: els secrets d'un guionista. Exposició antològica dedicada al guionista i traductor Abulí, guanyador del Gran Premi del Saló de 2015. Abulí és co-creador del popular còmic Torpedo 1936.

- Las meninas. Exposició monogràfica dedicada als autors Santiago García i Javier Olivares, guanyadors de la Millor Obra de 2015 per Las Meninas. El còmic indaga en la popular obra de Velázquez i explica la història de com una obra d'art es transforma en un símbol. L'exposició fou preparada amb la col·laboració del Museu del Prado i el Museu Nacional d'Art de Catalunya.[11]

- Miki Montlló. Exposició monogràfica dedicada al dibuixant Miki Montlló, proclamat Autor Revelació Fundació Divina Pastora a l'edició de 2015 per la seva obra Warship Jolly Roger 1. Sin vuelta atrás.

- Thermozero Cómics. Exposició retrospectiva dedicada a Thermozero Cómics, proclamat Millor fanzine a l'edició de 2015.

### Altres exposicions
- Jo encara diria més. Les llengües tintinaires. Exposició dedicada a repassar totes les llengües en les quals han sigut traduïts els còmics de Tintín, organitzada per l'Associació Catalana de Tintinaires.

- Còmic Injuve 2016. Exposició amb obres de joves creadors, organitzada per l'Insituto de la Juventud del Ministeri de Sanitat. L'exposició fou el focus d'atenció arran d'una polèmica originada per la retirada d'il·lustracions amb contingut pornogràfic.[12][13]

### Exposicions paral·leles fora del recinte firal
- García/Olivares: Vinyetes. Exposició comissariada per Ficomic que mostra una selecció d'originals realitzats de forma conjunta pel guionista Santiago García i el dibuixant Javier Olivares, guanyadors del Premi Nacional del Còmic de 2015.[14] Ubicació: Sala Oval del MNAC. Oberta del 6 al 26 de juny.

- Influències creuades. Mostra de 48 originals dels autors de còmics catalans Ricard Efa, Jordi Lafebre, Roger i Josep Homs; i dels autors francesos Daphné Collignon, Jérôme Jouvrai, Christian Lax i Christian Rossi. La mostra a més, també inclou il·lustracions d'estudiants de l'escola de còmic Joso i de l'École Emilie Cohl de Lió. Ubicació: Institut Francès de Barcelona (C/ Moyà, 66). Obert del 5 al 26 de maig.

- ...i s'escriu Spirou. Exposició dedicada al personatge de còmic francobelga Spirou. Fou organitzada per l'editorial Dibbuks, la llibreria de còmics Universal i l'Espai Veïnal Calàbria 66. Ubicació: Espai Veïnal Calàbria 66 (C/ Calàbria, 66).

- El papir del Cèsar. 36 imatges de l'àlbum 36. Exposició dedicada al procés de realització de darrer àlbum d'Astèrix i Obèlix: El parir del Cèsar. Ubicació: Biblioteca Ignasi Iglésias-Can Fabra (C/ Segre, 24-32).

## Palmarès

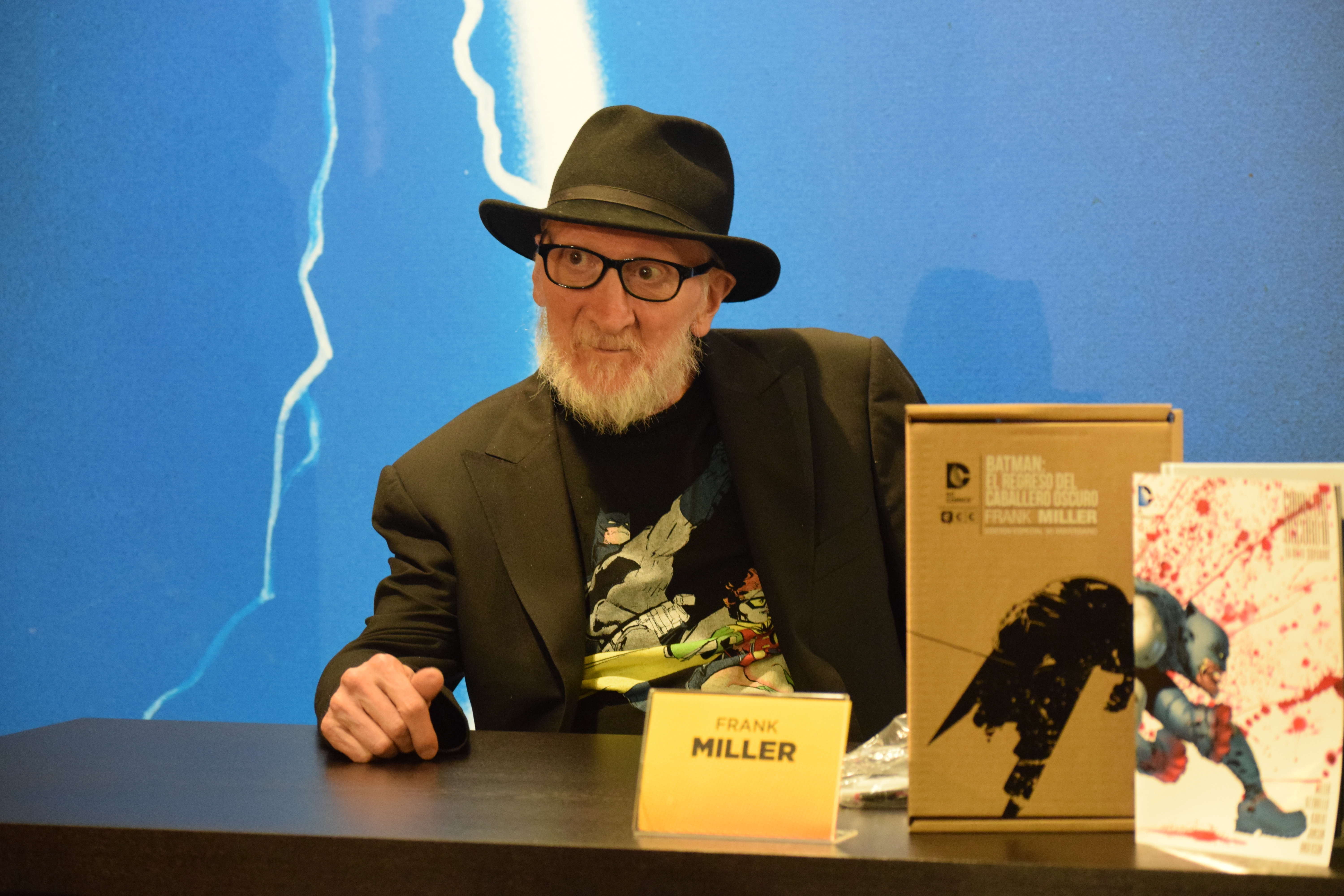
Frank Miller al Saló preparat per a signar exemplars de Batman: The Dark Knight Returns als seus fans.

El Palmarès oficial constà de cinc categories amb una dotació econòmica global de 24.500 euros: Millor Obra d'Autor Espanyol Publicada a Espanya el 2015 (dotat amb 10.000 euros), Millor Obra d'Autor Estranger Publicada a Espanya el 2015 (sense dotació econòmica), Autor Revelació Espanyol 2015 (dotat amb 3.000 euros i patrocinat per la Fundació Divina Pastora), Millor Fanzine Espanyol 2015 (dotat amb 1.500 euros) i el Gran Premi del Saló (dotat amb 10.000 euros).
L'editorial Dibbuks va aconseguir un "triplet" a l'obtenir 3 dels guardons del Saló. Les obres guanyadores de Dibbuks foren El fantasma de Gaudí (Premi a la Millor obra), La última aventura (Premi a l'autor revelació) i Una aventura de Spirou. El botones de verde caqui (Premi a la Millor obra estrangera).

### Gran Premi del Saló

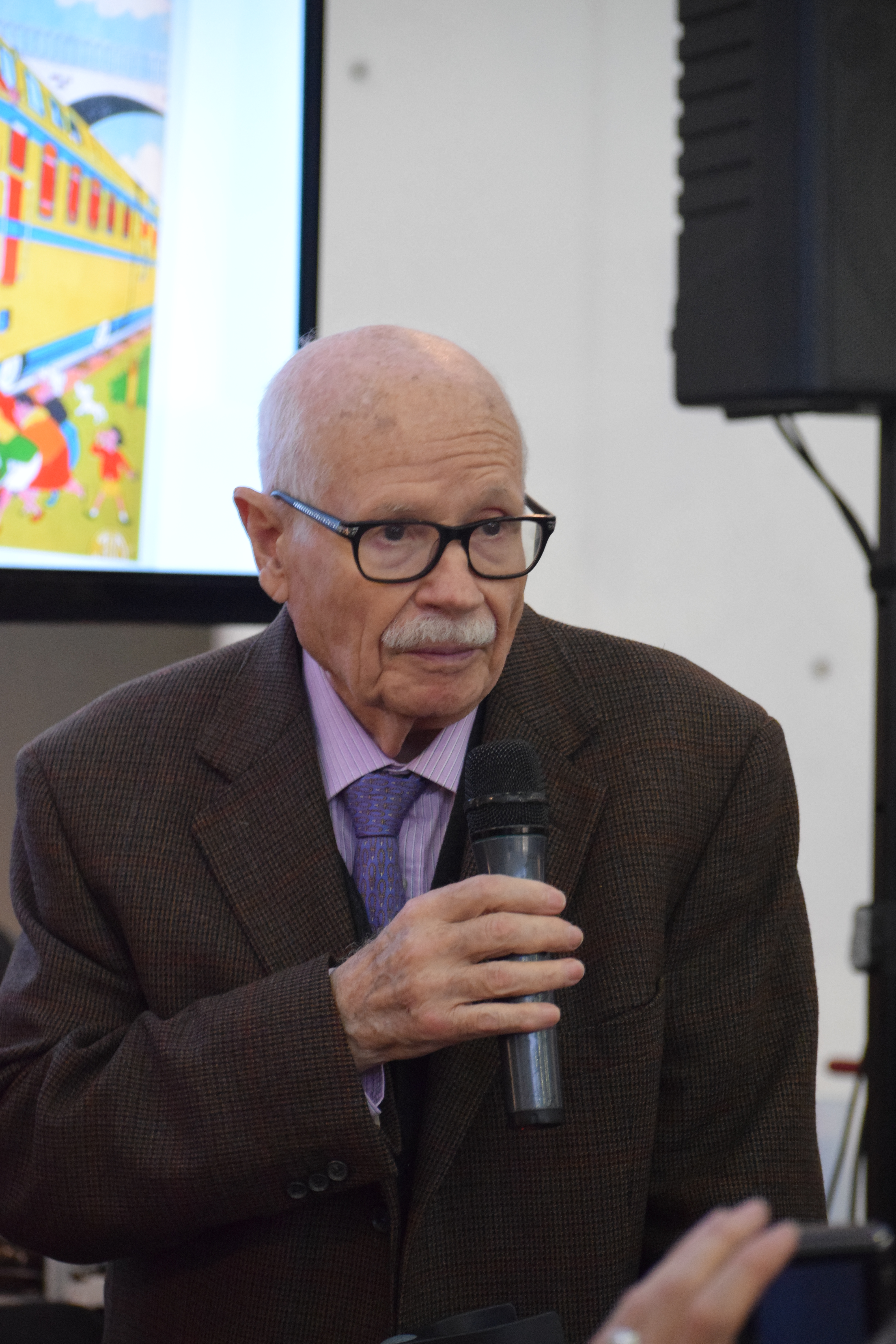
Josep Maria Blanco després d'haver sigut proclamat guanyador del Gran Premi del Saló.

El Gran Premi del Saló, en reconeixement d'un autor espanyol viu amb una trajectòria professional d'almenys 25 anys, és l'únic guardó concedit pel jurat, sense nominacions i directament escollit per votació directa dels professionals del còmic.
- Josep Maria Blanco.

### Millor obra

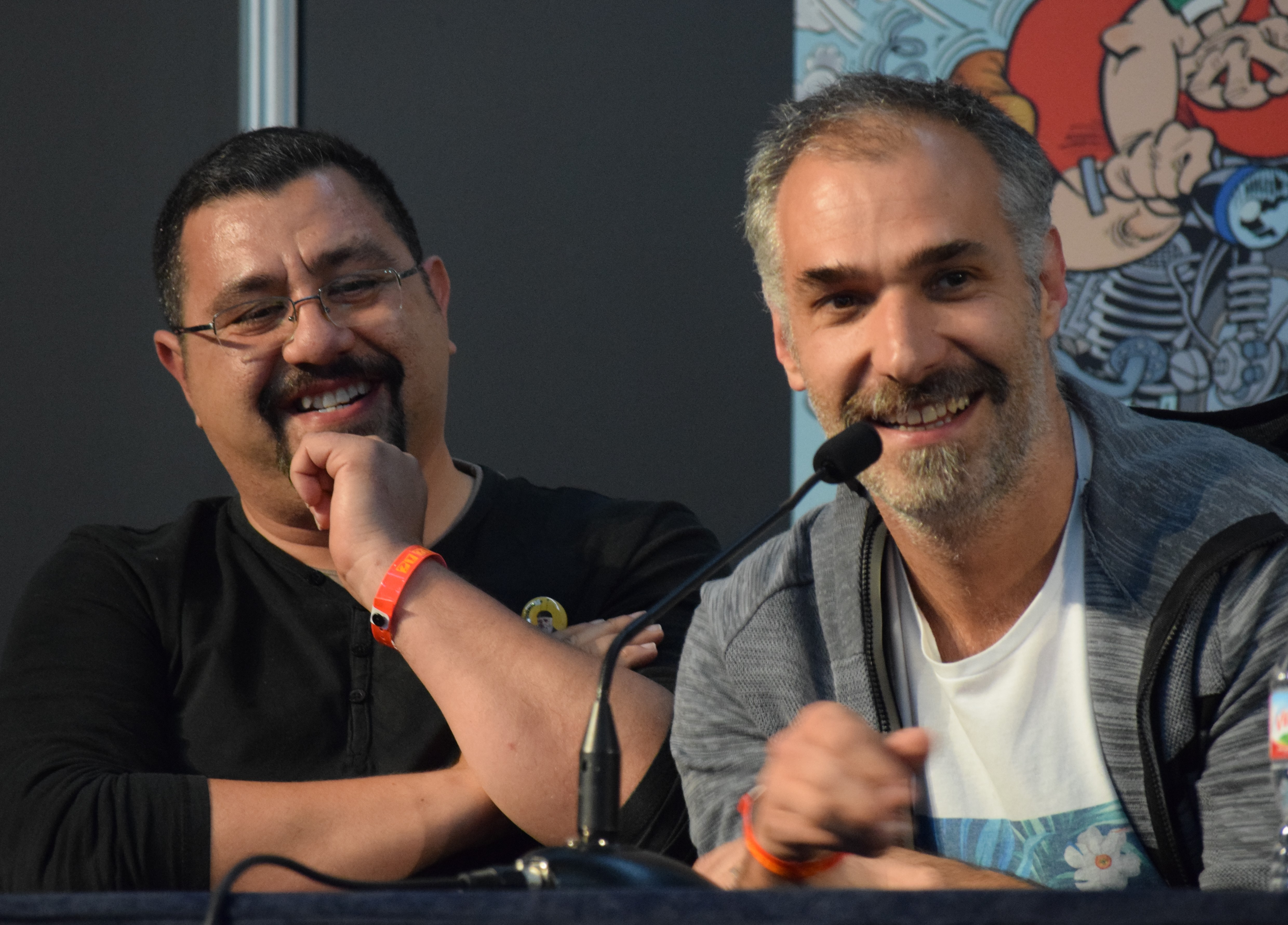
El guionista El Torres i el dibuixant Jesús Alonso Iglesias, autors de l'obra guanyadora El fantasma de Gaudí.

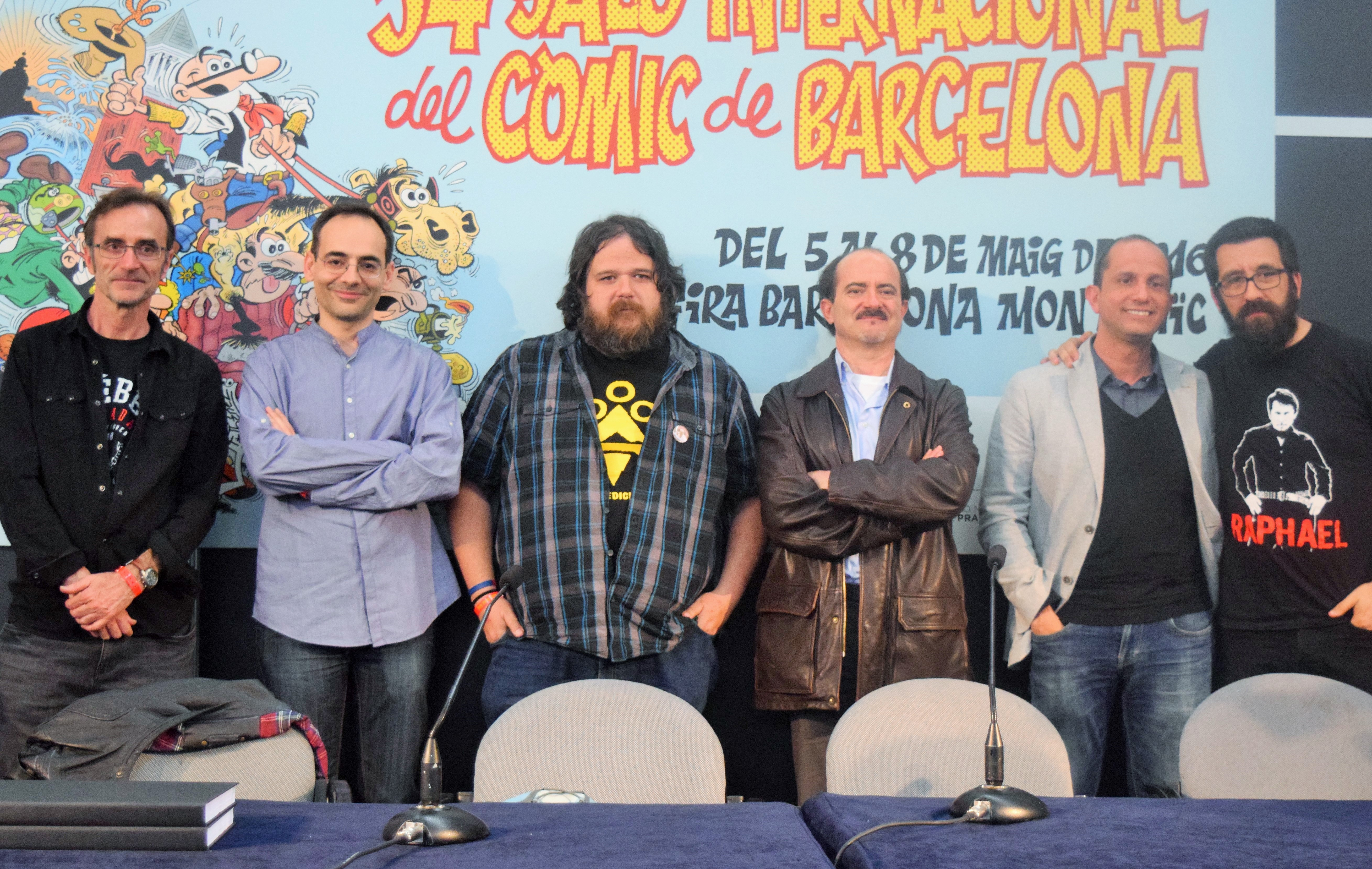
Diversos autors nominats al Premi a la Millor obra.

Premi amb una dotació econòmica de 10.000 euros.
| Títol                                    | Autor                             | Editorial |
| ---------------------------------------- | --------------------------------- | --------- |
| El fantasma de Gaudí                     | El Torres Jesús Alonso Iglesias   | Dibbuks   |
| Barcelona. Los vagabundos de la chatarra | Jorge Carrión Sagar               | Norma     |
| Corto Maltés. Bajo el sol de medianoche  | Juan Díaz Canales Rubén Pellejero | Norma     |
| El mundo a tus pies                      | Nadar                             | Astiberri |
| ¡García! 1                               | Santiago García Luís Bustos       | Astiberri |
| La balada del norte. Tomo 1              | Alfonso Zapico                    | Astiberri |
| La casa                                  | Paco Roca                         | Astiberri |
| La casa. Crónica de una conquista        | Daniel Torres                     | Norma     |
| La última aventura                       | Josep Busquet Javi de Castro      | Dibbuks   |
| Rituales                                 | Álvaro Ortiz                      | Astiberri |

### Millor obra estrangera
| Títol                                             | Títol original                      | Autor                                  | Editorial          | País         |
| Una aventura de Spirou. El botones de verde caqui | Le Spirou de… Le Groom vert-de-gris | Yann Olivier Schwartz                  | Dibbuks            | França       |
| Aquí                                              | Here                                | Richard McGuire                        | Salamandra Graphic | Estats Units |
| Chapuzas de amor                                  | The Love Bunglers                   | Jaime Hernández                        | La Cúpula          | Estats Units |
| Cruzando el bosque                                | Through the Woods                   | Emily Carroll                          | Roca               | Canadà       |
| El árabe del futuro                               | L'àrabe du futur                    | Riad Sattouf                           | Salamandra Graphic | França       |
| El escultor                                       | The Sculptor                        | Scott McCloud                          | Autsaider Cómics   | Estats Units |
| El hombre sin talento                             | Munō no Hito (無能の人)             | Yoshiharu Tsuge                        | Gallo Nero         | Japó         |
| Julie Doucet. Cómics (1986-1993)                  | -                                   | Julie Doucet                           | Fulgencio Pimentel | Canadà       |
| Lastman 4                                         | Lastman 4                           | Bastien Vivès Balak Michael Sanlaville | Diábolo            | França       |
| Tyler Cross 2: Angola                             | Tyler Cross 2: Angola               | Fabien Nury Brüno                      | Dibbuks            | França       |

### Autor revelació
Premi dotat amb 3.000 euros i patrocinat per la Fundació Divina Pastora.

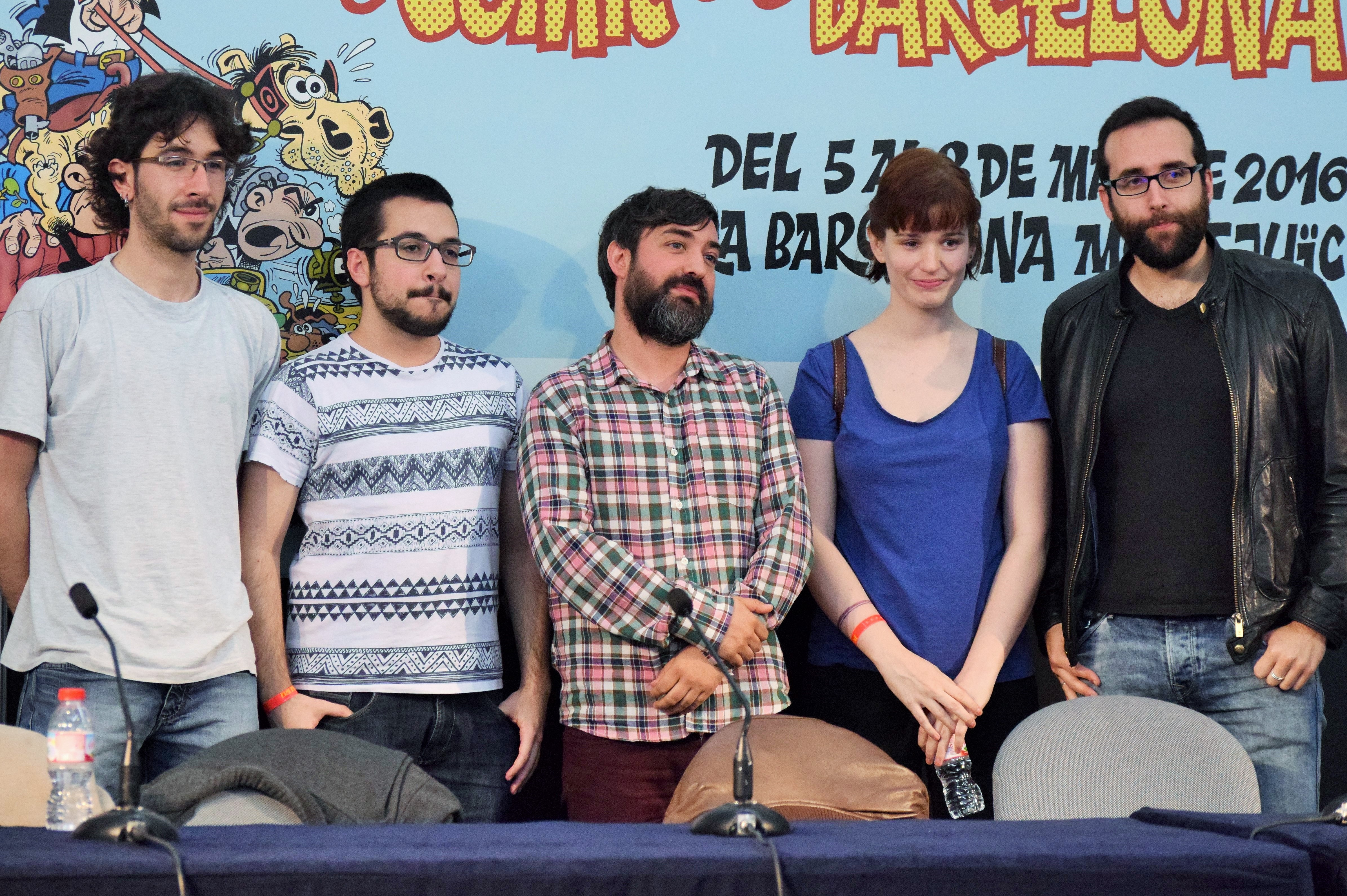
Foto de família dels 5 autors nominats al Premi a l'Autor revelació.

| Autor           | Títol                        | Editorial |
| --------------- | ---------------------------- | --------- |
| Javi de Castro  | La última aventura           | Dibbuks   |
| Cristian Robles | Soufflé                      | La Cúpula |
| Jorge Monlongo  | No me pegues que llevo gafas | ¡Caramba! |
| Mai Egurza      | El paseo de los sueños       | Norma     |
| Nadar           | El mundo a tus pies          | Astiberri |

### Millor fanzine

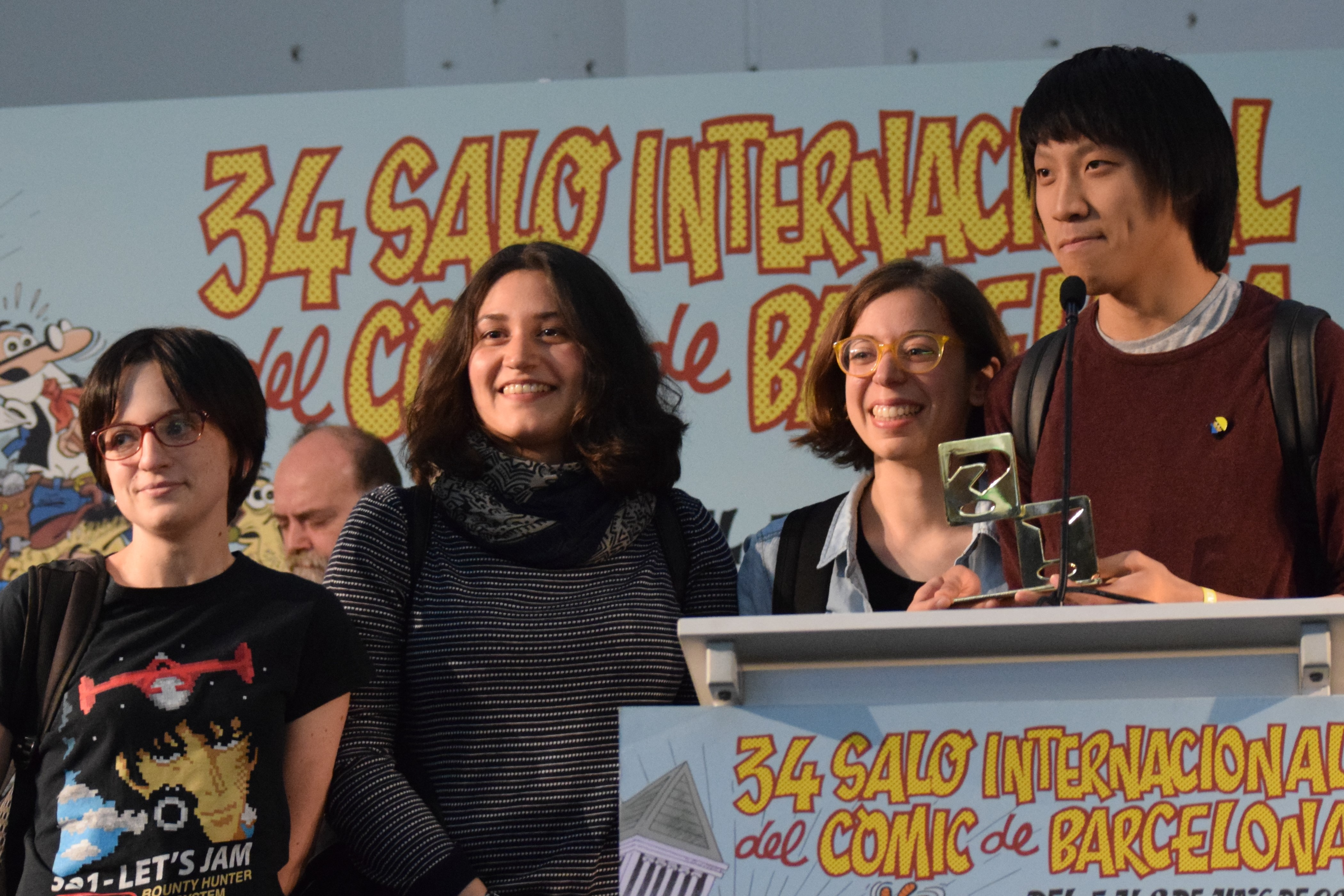
Els autors del fanzine premiat Nimio durant la cerimònia d'entrega dels premis.

Premi amb una dotació econòmica de 1.500 euros.
| Títol            |
| ---------------- |
| Nimio            |
| Fanzipote        |
| La gallina vasca |
| Paranoidland     |
| Zocalo Fanzine   |

### Premis honorífics

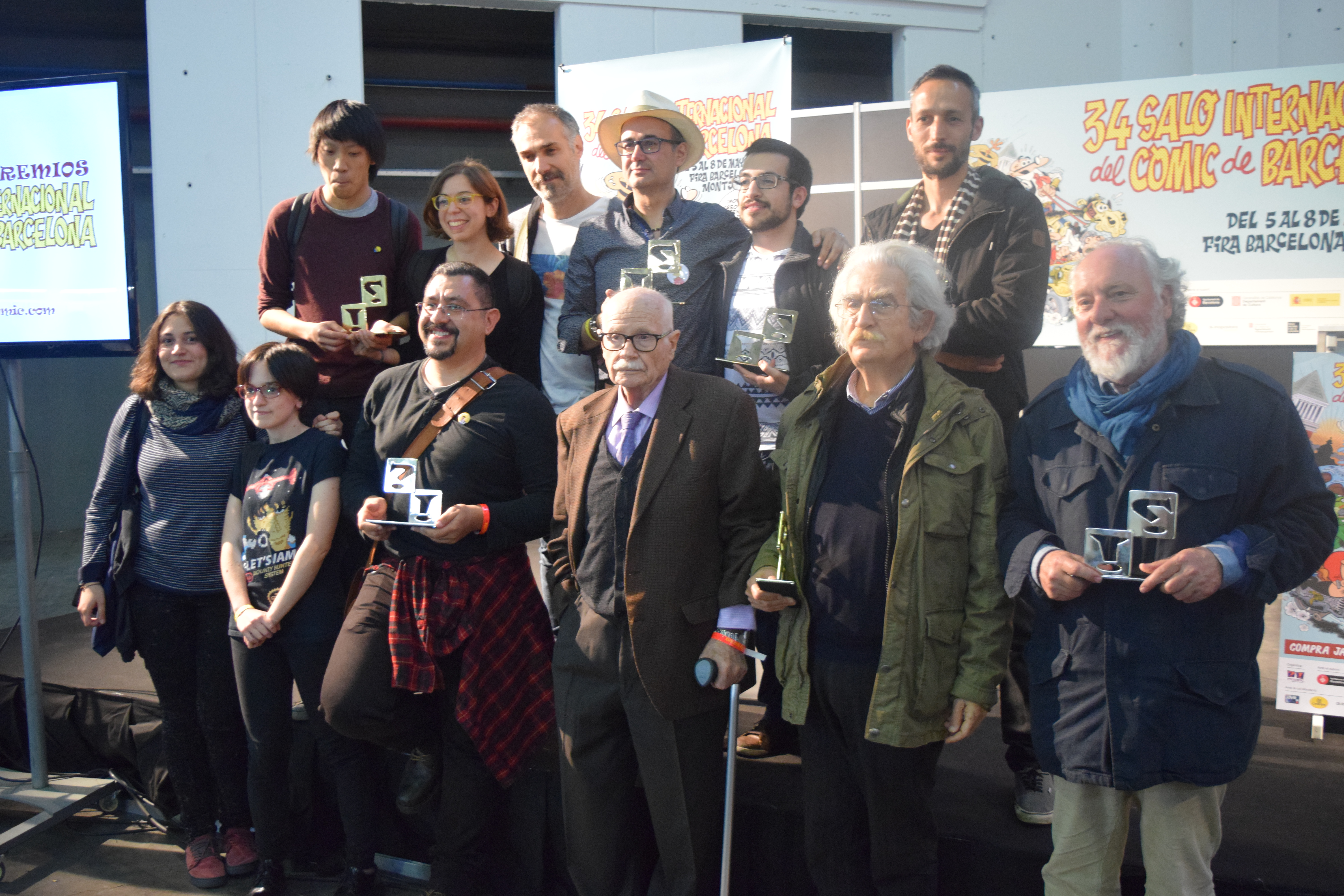
Foto de família de tots els autors premiats a la 34a edició del Saló.

A més dels habituals premis del Saló, el jurat va decidir concedir dos premis honorífics a dos autors italians. Els premiats foren:
- Lele Vianello
- Paolo Eleuteri Serpieri

### Premi del Públic
Entre el dilluns 14 de març i el dijous 21 d'abril el públic va poder escollir directament el Millor Còmic publicat a Espanya el 2015, ja sigui d'autor estranger o d'autor espanyol, a través de la pàgina web de Ficomic. Aquest premi per votació popular no té dotació econòmica.
- Ekhö. Mundo Espejo 3. Hollywood Boulevard, d'Alessandro Barbucci i Christophe Arleston.

## Invitats
A nivell internacional, l'autor més destacat que va fer acte de presència a la 34a edició del Saló, fou el nord-americà Frank Miller, que per primera vegada acudia al Saló. Miller havia sigut nominat a la millor obra estrangera a la 12a edició del Saló (1994) per Sin City i havia guanyat aquest mateix guardó a la 18a edició del Saló (2000) amb la novel·la gràfica 300.
Dos altres destacats invitats foren els italians Lele Vianello i Paolo Eleuteri Serpieri. Ambdós autors foren guardonats amb un premi honorífic del Saló.
Llista completa dels invitats internacionals
Alberto Ponticelli, Ben Bocquelet, Bosse, Brian Azzarello, Cyril Pedrosa, Doug Braithwaite, Ellie Pyle, Koren Shadmi, Marion Fayolle, Mathilde Domecq, Mic Graves, Mike Carey, Olivier Galli, Philippe Ostermann, Pierre Alary, Sara Fratini, Sole Otero, Stefano Turconi, Ted Adams, Teresa Radice, Yildiray Cinar, Zeina Abirached i Zerocalcare.

## Programa cultural

### Taules rodones i presentacions
| Data                | Hora           | Acte |
| ------------------- | -------------- | --- |
| Dijous 5 de maig    | 13.00 h.       | Acte inaugural |
| Dijous 5 de maig    | 16.00-17.00 h. | Taula rodona: Les últimes sèries de Bruguera Moderació: Vicent Sanchis Participants: Gerardo Vilches Jaume Rovira Antoni Guiral |
| Dijous 5 de maig    | 18.00-19.00 h. | Taula rodona: Homenatge a Luis Bermejo Moderació: Vicent Sanchis Participants: Paco Baena Juan Manuel Bosque Pepe Gálvez Mónica Bauzà |
| Divendres 6 de maig | 11.00-12.00 h. | Conferència: Bullying al manga: l'assetjament escolar al Japó a través dels còmics Presentació: Vicent Sanchis Ponent: Oriol Estrada |
| Divendres 6 de maig | 12.00-13.00 h. | Conferència: Còmics per a joves Presentador: Vicent Sanchis Ponent: Jaume Vilarrubí |
| Divendres 6 de maig | 13.00-14.00 h. | Taula rodona: Parlem de l'Ibáñez Moderador: Vicent Sanchis Participants: Carlos Areces Josep Solana "Joso" Kiko da Silva |
| Divendres 6 de maig | 16.00-17.00 h. | Taula rodona: Trobada amb els nominats al Premi del Millor Fanzine Moderació: Vicent Sanchis Participants: Juan Román García Aguilar (Fanzipote) Antonio (La Gallina Vasca) Núria Tamarit (Nimio) Bouman (Paranoidland) Óscar Blanco García (Zocalo Fanzine) |
| Divendres 6 de maig | 17.00-18.00 h. | Taula rodona: Trobada amb els nominats al Premi Autor Revelació Moderació: Vicent Sanchis Participants: Cristian Robles Javi de Castro Jorge Monlongo Mai Egurza Nadar |
| Divendres 6 de maig | 18.00-19.00 h. | Taula rodona: Trobada amb els nominats al Premi a la Millor Obra (1) Modera: Vicent Sanchis Participants: Jorge Carrión i Sagar Forniés (Barcelona. Los vagabundos de la chatarra) Juan Díaz Canales i Rubén Pellejero (Corto Maltés. Bajo el sol de medianoche) Daniel Torres (La casa. Crónica de una conquista) Josep Busquet i Javi de Castro (La última aventura) |
| Divendres 6 de maig | 19.00-20.00 h. | Taula rodona: Trobada amb els nominats al Premi a la Millor Obra (2) Modera: Vicent Sanchis Partitipants: Santiago García i Luís Bustos (¡García! 1) Paco Roca (La casa) Álvaro Ortiz (Rituales) El Torres i Jesús Alonso Iglesias (El fantasma de Gaudí) Nadar (El mundo a tus pies)                                                                                  |
| Divendres 6 de maig | 20.00-20.30 h. | Cerimònia d'entrega dels Premis del 34 Saló Internacional del Còmic de Barcelona |
| Dissabte 7 de maig  | 11.00-12.00 h. | Taula rodona: Les superheroïnes a les sèries de TV Moderació: Oriol Estrada Participants: Toni de la Torre Pep Prieto Àlex Santaló |
| Dissabte 7 de maig  | 17.30-18.30 h. | Taula rodona: Ilustr@ a les xarxes socials Modera: Vicent Sanchis Participants: Anna Abella Conrad Roset Agustina Guerrero Marta Nael |
| Dissabte 7 de maig  | 18.30-19.30 h. | Taula rodona: Novel·les gràfiques compromeses Moderació: Vicent Sanchis Participants: Marcos Prior Miquel Fuster Jordi Pastor Damián Campanario |
| Dissabte 7 de maig  | 19.30-20.30 h. | Taula rodona: Vianello, Serpieri i Zerocalcare: tres cracks del còmic italià Moderació: Vicent Sanchis Ponents: Lele Vianello Paolo Eleuteri Serpieri Zerocalcare |
| Diumenge 8 de maig  | 11.30-12.30 h. | Conferència: Star Trek: Un viatge de 50 anys Presentació: Vicent Sanchis Ponents: Julián Sánchez Jordi Pomerol |
| Diumenge 8 de maig  | 12.30-13.30 h. | Taula rodona: El còmic en català i els seus protagonistes: autors, editors, lectors i historiadors Modera: Jordi Manent Ponents: Cristina Losantos Jordi Riera Santiago Sobrequés |
| Diumenge 8 de maig  | 17.30-18.30 h. | Taula rodona: Superheroïnes de comic-books Moderació: Vicent Sanchis Ponents: Ramón F. Bachs Daniel Sampere Elisa McCausland |
| Diumenge 8 de maig  | 18:30-19:30 h. | Taula rodona El còmic i el fenomen dels Youtubers Moderació: Vicent Sanchis Ponents: Josep Maria Berengueras Xavier Blasco Loulogio |

### Concursos de cosplay
| Data               | Hora           | Acte                                                                                              |
| ------------------ | -------------- | ------------------------------------------------------------------------------------------------- |
| Dissabte 7 de maig | 16.00-17.30 h. | Concurs de Cosplay Superherois (exhibició d'Esgrima Jedi inclosa, a càrrec d'Star Wars Catalunya) |
| Diumenge 8 de maig | 16.00-17.30 h. | Concurs Cosplay de Videojocs                                                                      |

## Polèmica
La 34a edició fou protagonista d'una polèmica originada per la retirada d'algunes il·lustracions pertanyets a l'exposició "Còmic Injuve 2016", organitzada per l'Insituto de la Juventud del Ministeri de Sanitat, amb obres de joves creadors. L'organització va qualificar les imatges retirades de sodomia i pornografia explícita, no aptes per un Saló destinat a tots els públics. Segons Carles Santamaría, l'exposició havia sigut muntada directament pels seus promotors poc abans de l'obertura del certamen i quan l'organització del Saló es va adonar del contingut les va retirar.
Els còmics censurats foren Hedor se escribe con H dels autors Libertad Ballester i Gabriela Pavinsky, en el qual es veia un cunnilingus, i Tom de Víctor Puchalski, el qual mostrava una esvàstica formada per penis. Els artistes no van tardar a catalogar la decisió de Ficomic d'acte de censura i ho van denunciar a les xarxes socials. Per acabar d'afegir més llenya al foc, també foren retirades il·lustracions de Miki Montlló, Autor Revelació de 2015. Montlló tenia la seva pròpia exposició al Saló, en la qual s'hi mostraven diverses il·lustracions de cossos femenins nus i músics de jazz. A l'assabentar-se de la retirada dels seus originals, Montlló es va sumar a les veus crítiques de les xarxes socials que titllaven l'acte de censura. No obstant, l'organització es va disculpar posteriorment per la confusió, aclarint que les obres de Montlló només havien sigut retirades temporalment per motius tècnics, ja que calia reparar els marcs que havien sigut danyats.
Finalment, Santamaría va recordar que en anterior edicions, per tal de no ferir sensibilitats, el Saló havia habilitat espais restringits informant abans al públic sobre el contingut. En efecte, la 18a edició del Saló (2000), celebrada encara a l'Estació de França, havia acollit l'exposició "Kiss Comix", amb originals d'autors col·laboradors de la revista de còmic eròtic Kiss Comix com Kevin Taylor, Chijoyi, Tobalina, Rubén o Payá, entre d'altres. En aquella ocasió, sense polèmiques, l'exposició va estar ubicada a l'interior d'un vagó de tren amb accés restringit on només el públic major d'edat hi va tenir accés.

## Pressupost
L'edició va comptar amb un pressupost de 786.500 euros.

## Galeria d'imatges

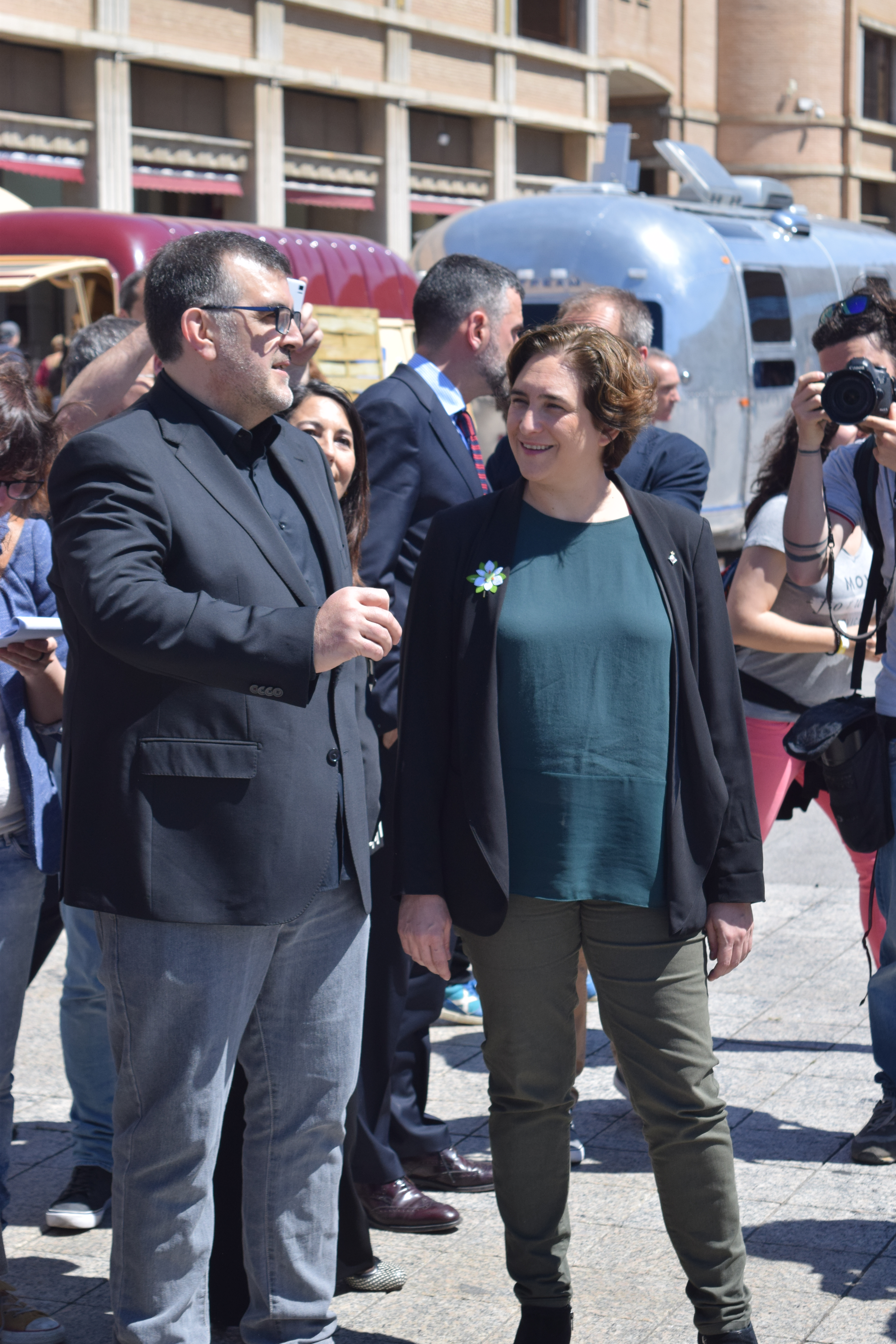
Ada Colau conversant amb Carles Santamaría.
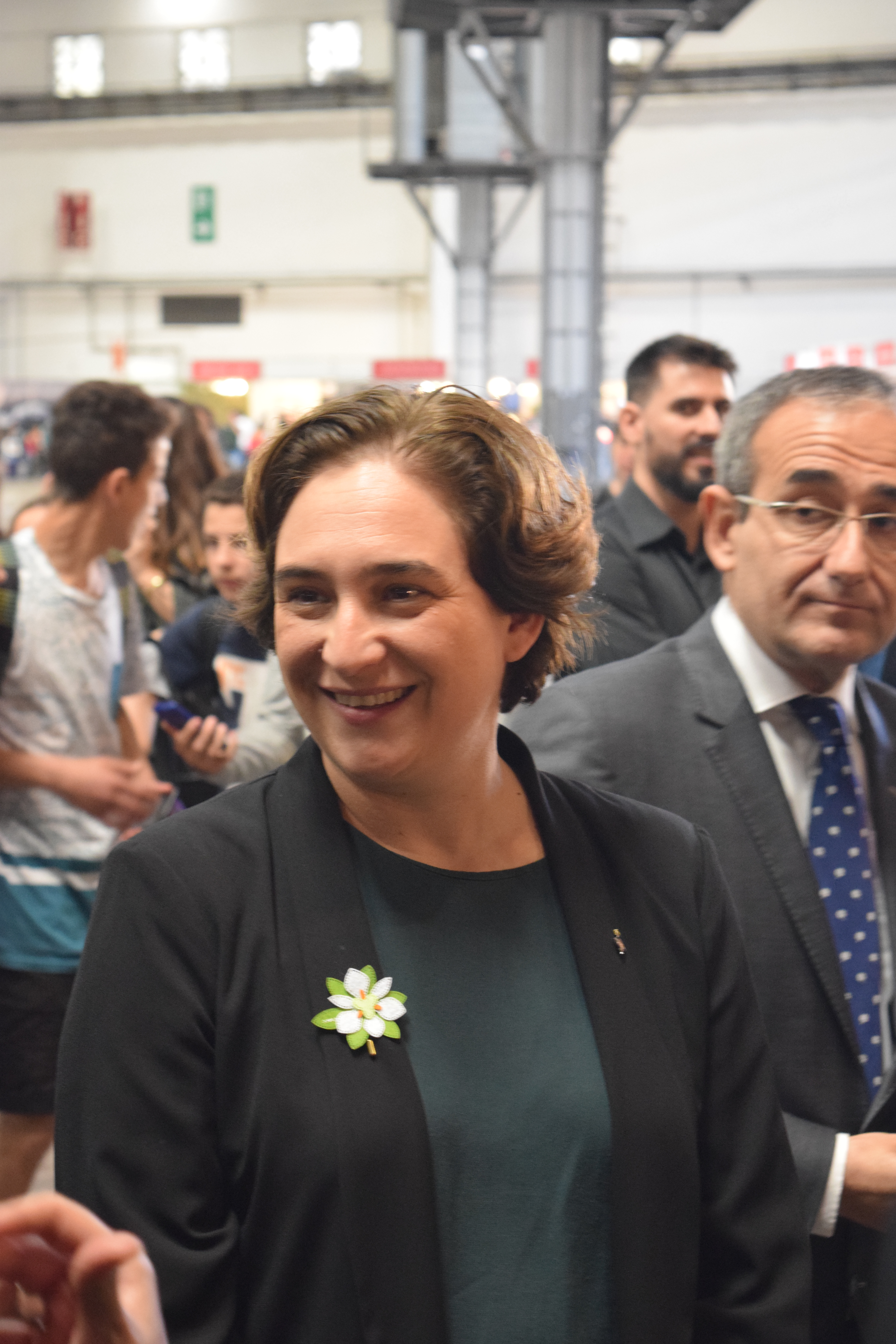
Ada Colau seguida per Patrici Tixis (president de Ficomic).
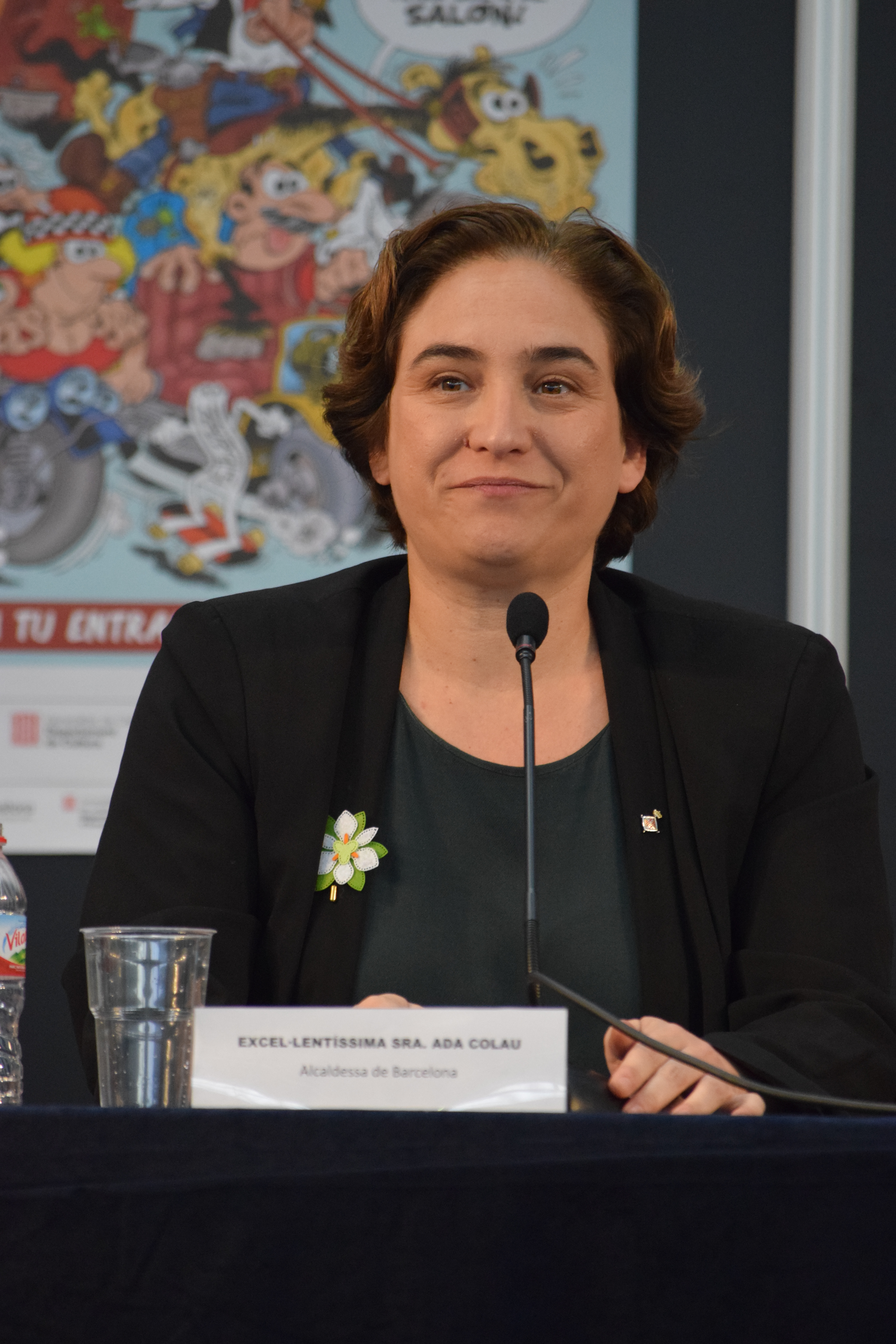
L'alcaldessa de Barcelona Ada Colau a l'acte d'inauguració.
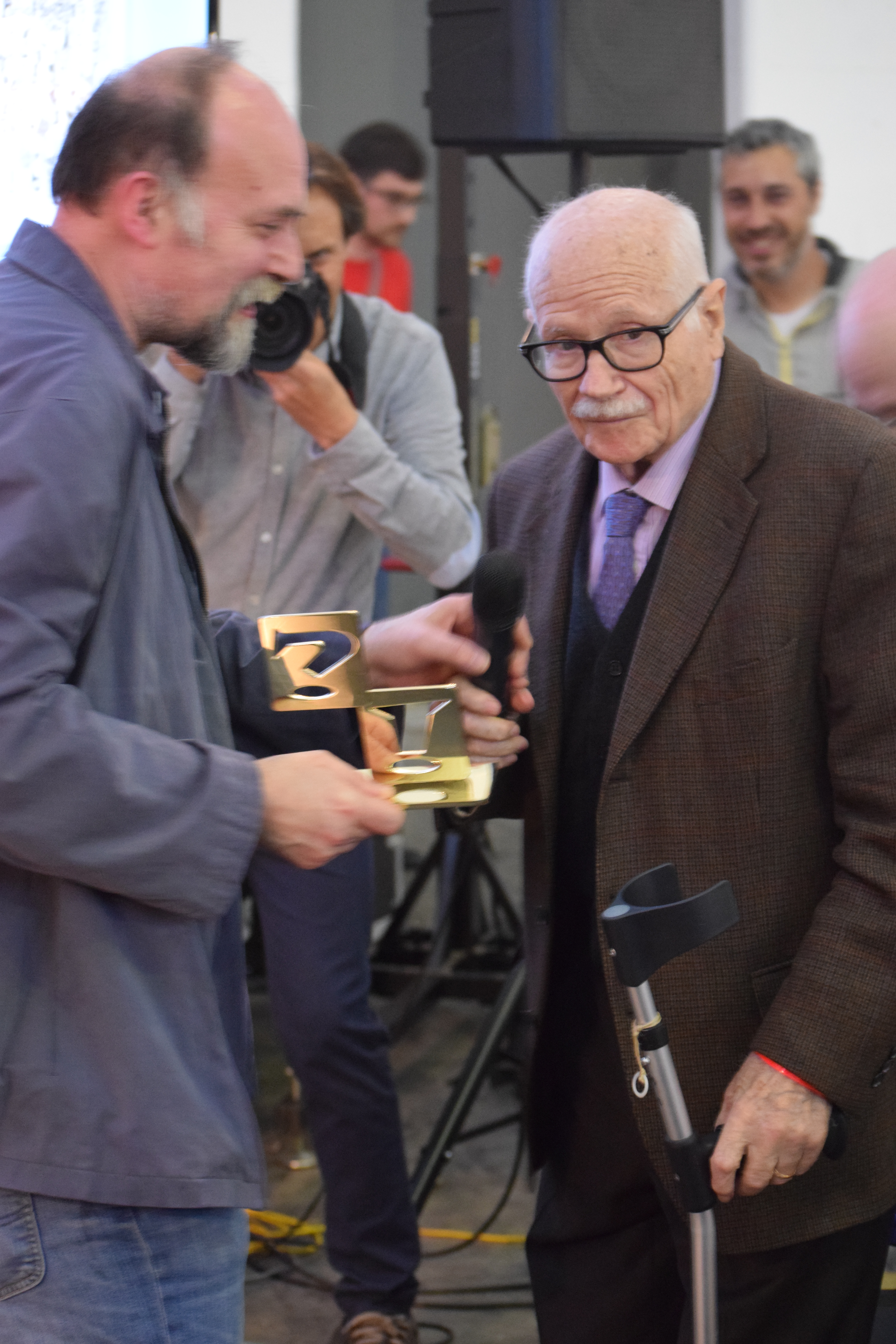
Antoni Guiral entrega el Gran Premi del Saló a Josep Maria Blanco.
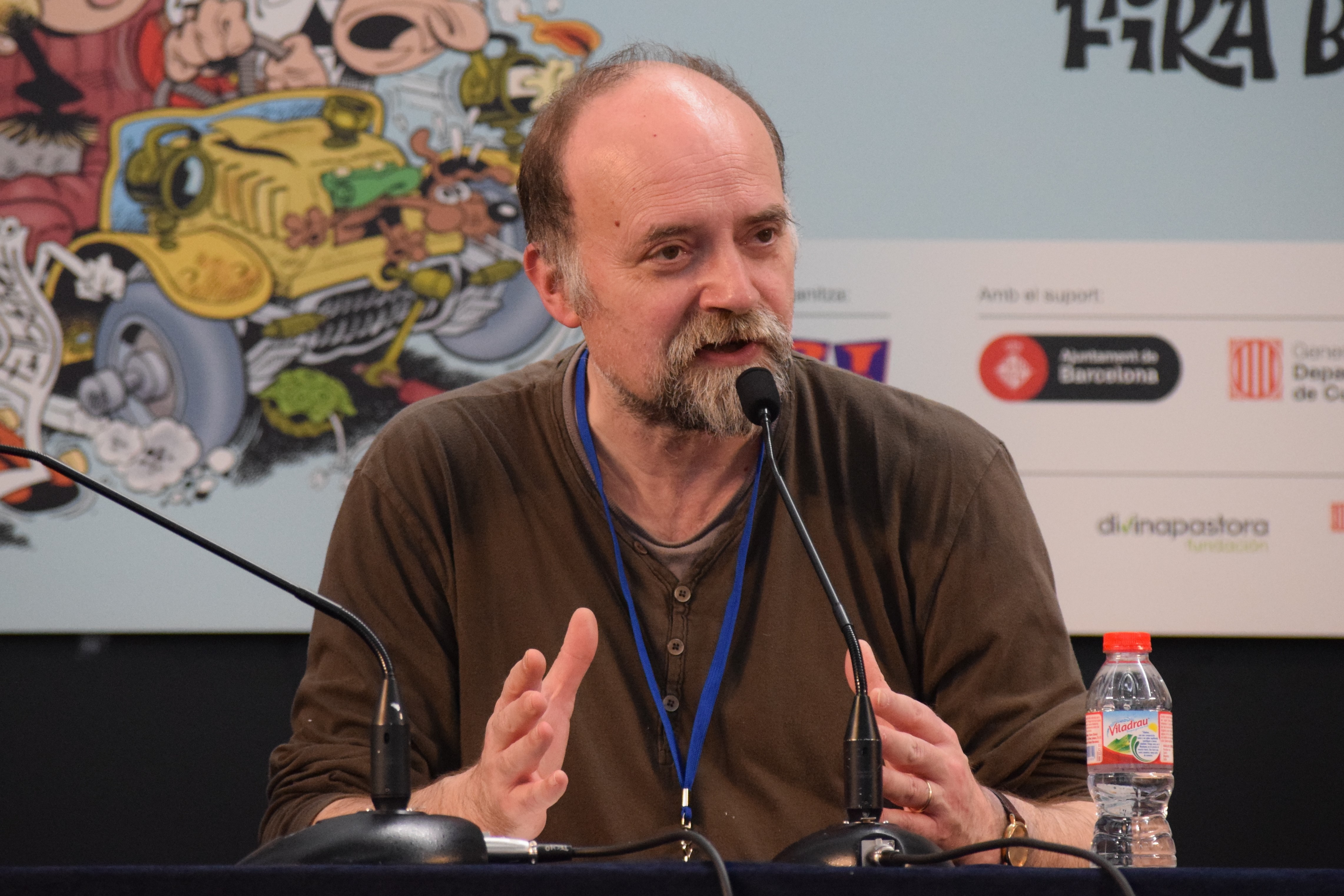
Antoni Guiral a la taula rodona "Les últimes sèries de Bruguera".
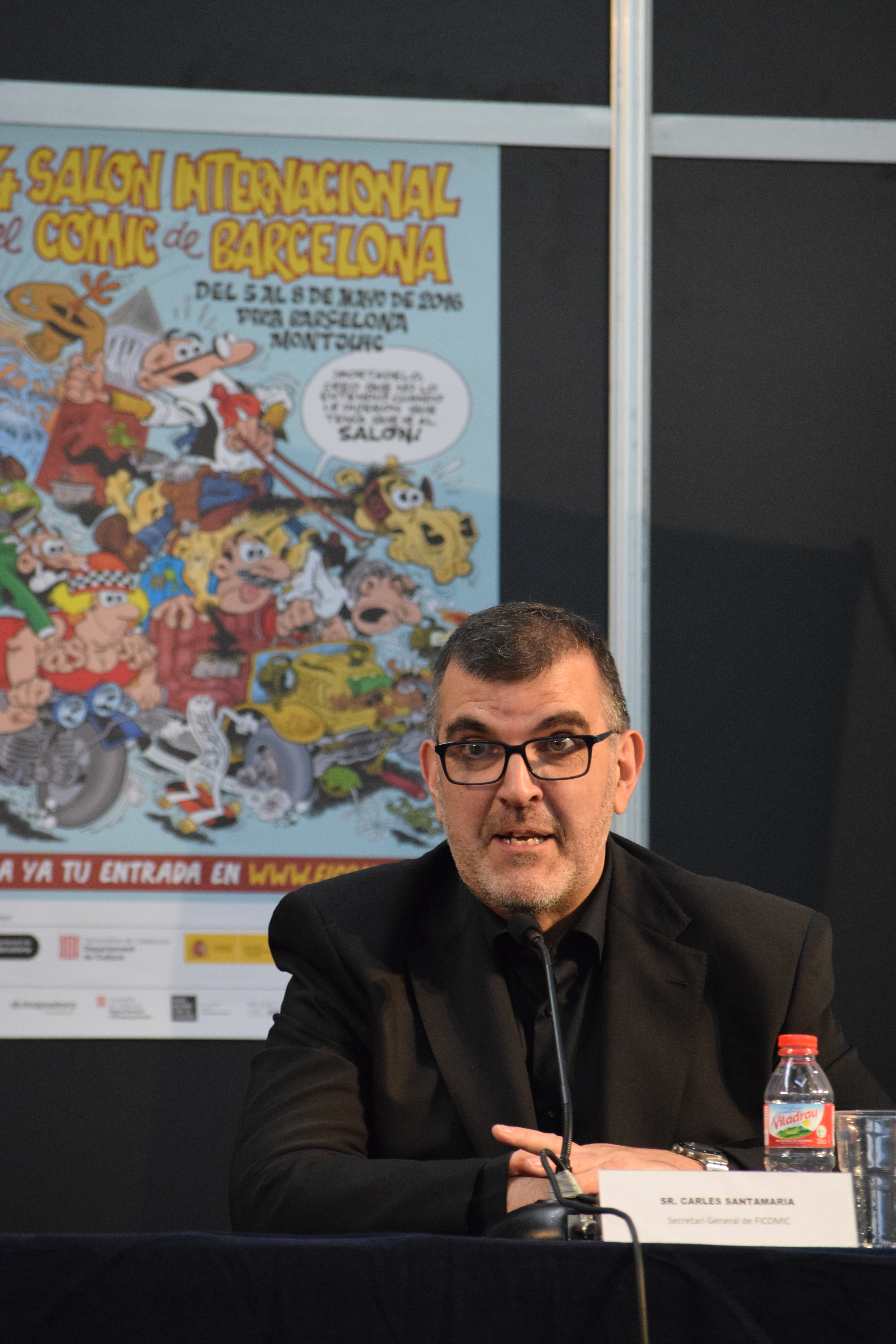
Carles Santamaría parlant a l'acte d'inauguració.
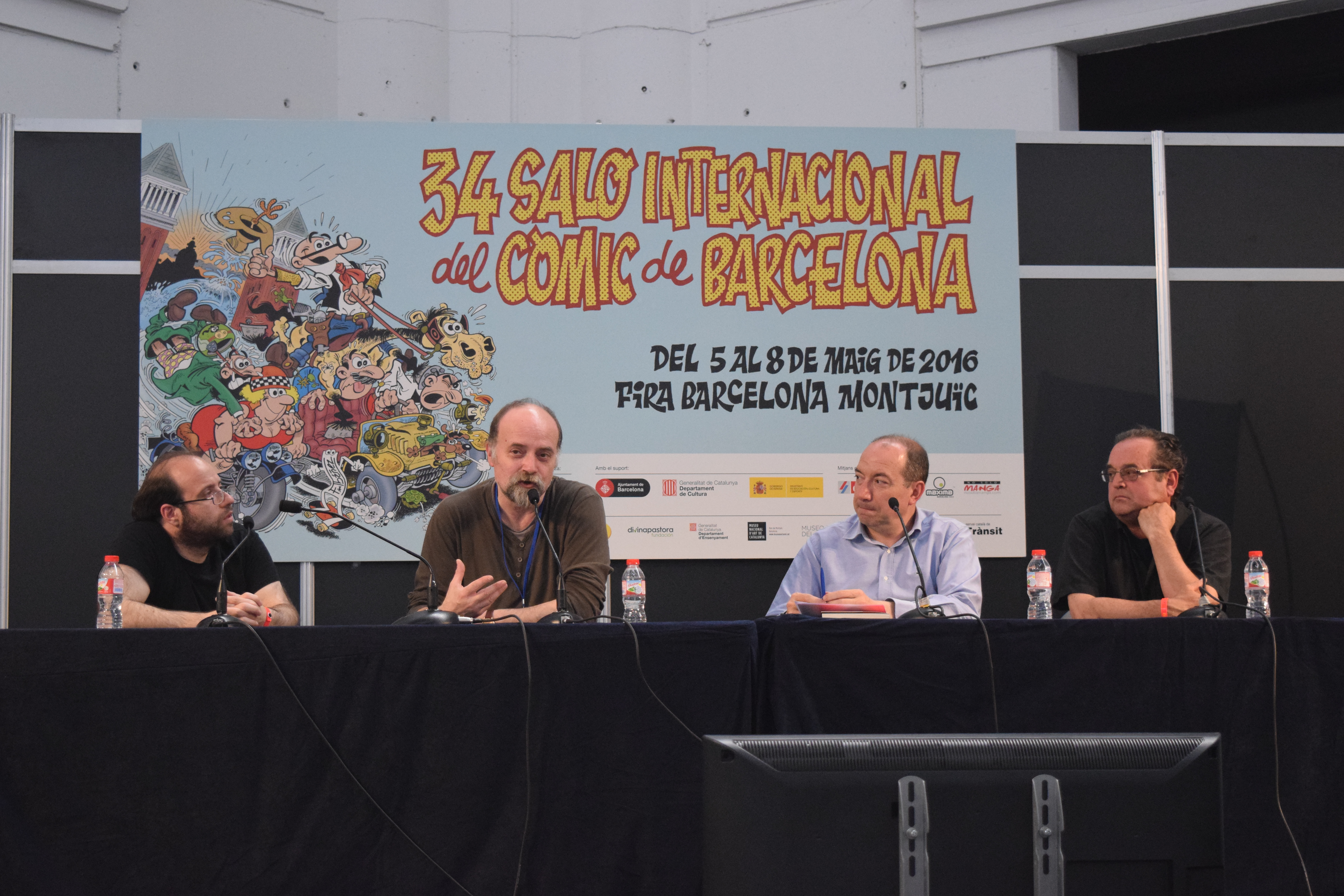
G. Vilches, A. Guiral, V. Sanchis i J. Rovira a la taula rodona "Les últimes sèries de Bruguera".
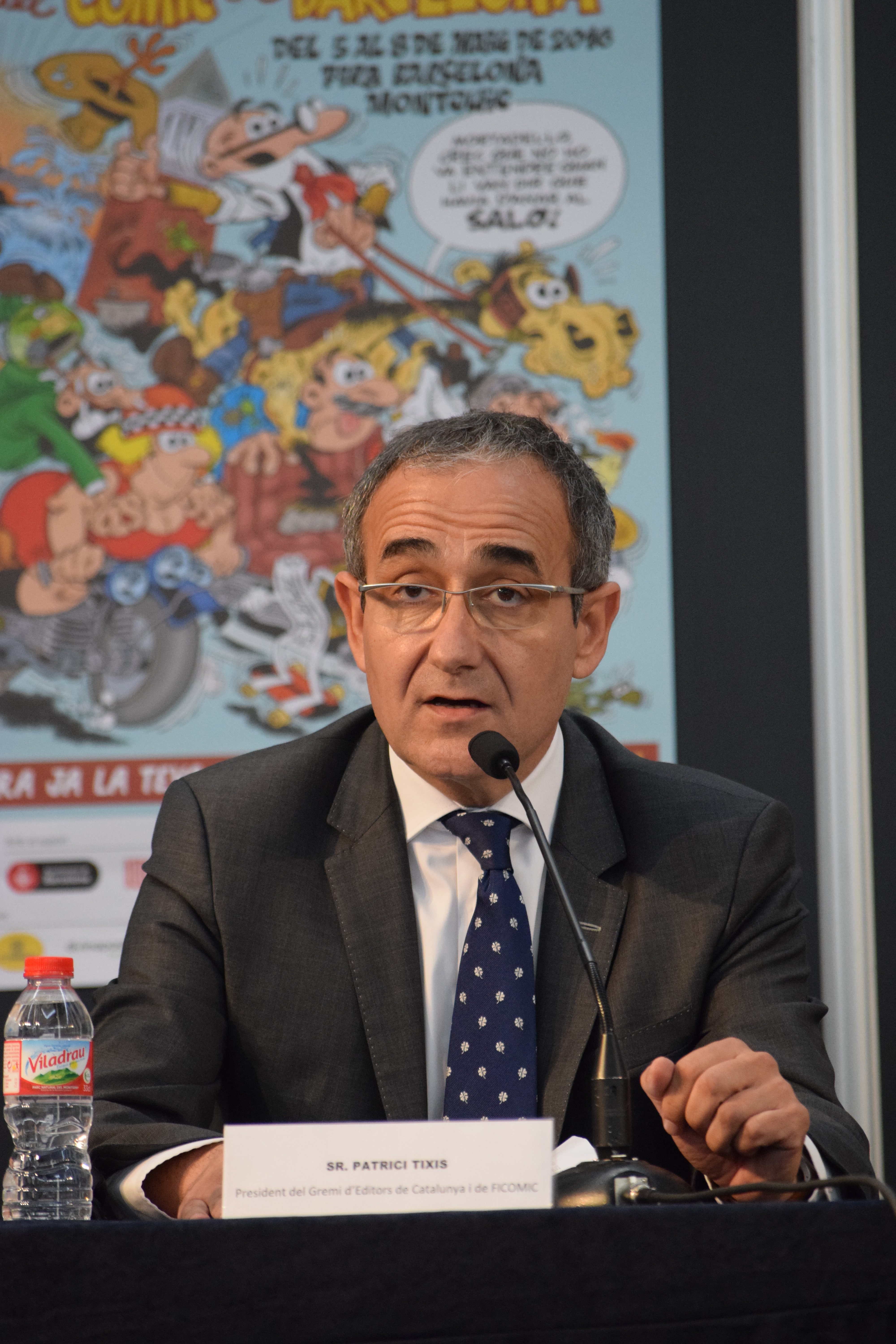
Patrici Tixis (president de Ficomic) parlant a l'acte d'inauguració.
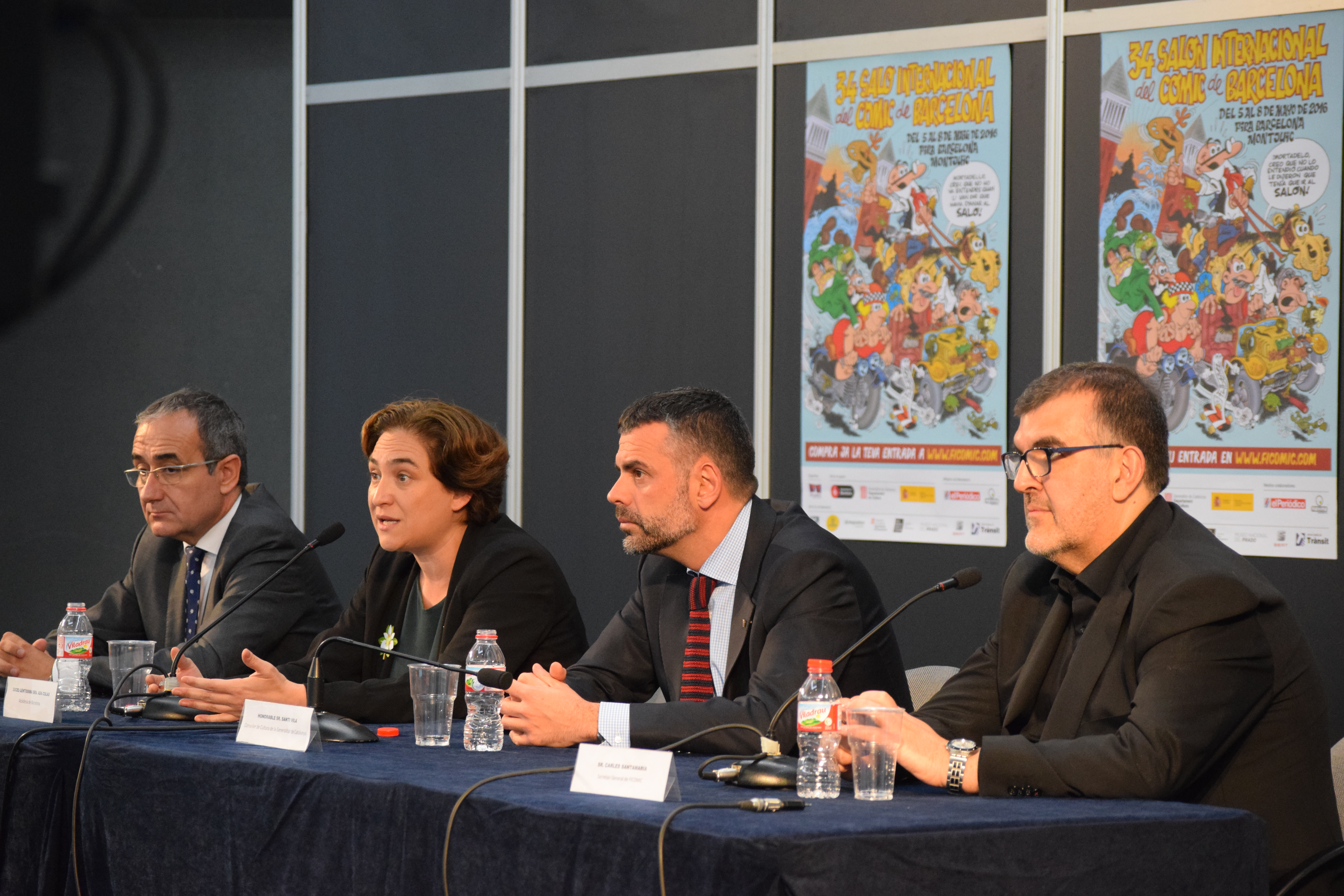
Patrici Tixis, Ada Colau, Santi Vila i Carles Santamaría.
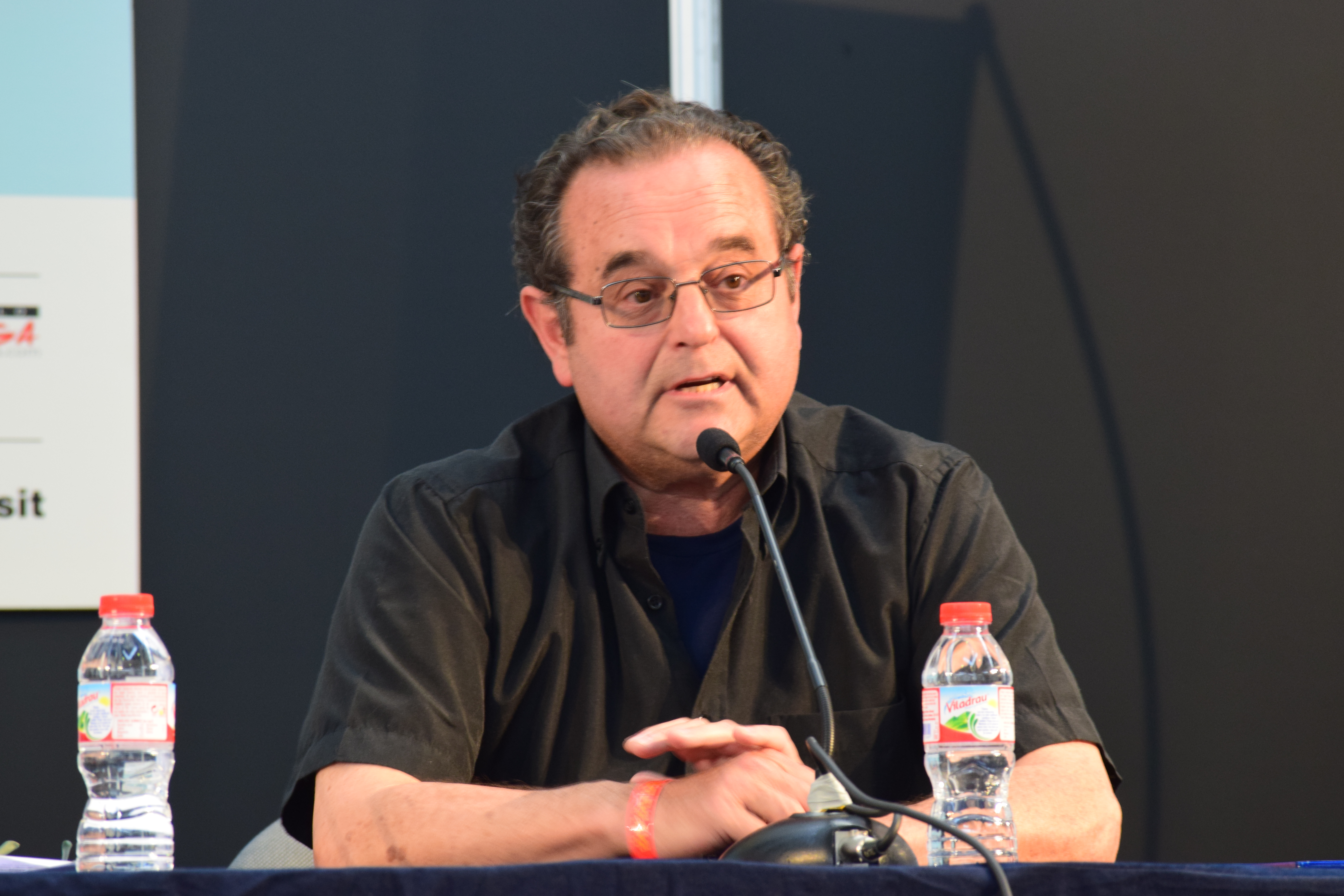
Jaume Rovira a la taula rodona "Les últimes sèries de Bruguera".
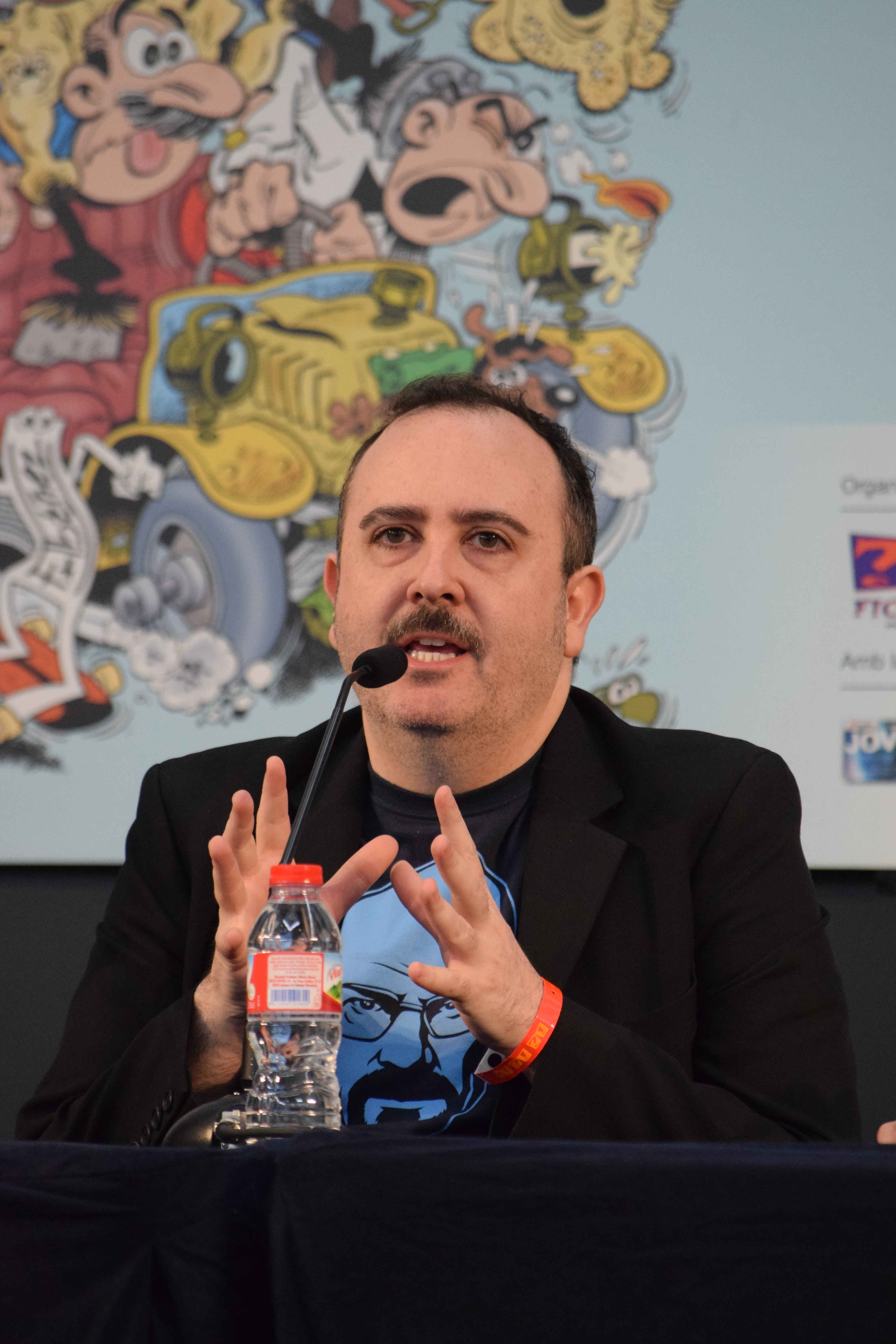
Carlos Areces a la taula rodona "Parlem de l'Ibáñez".
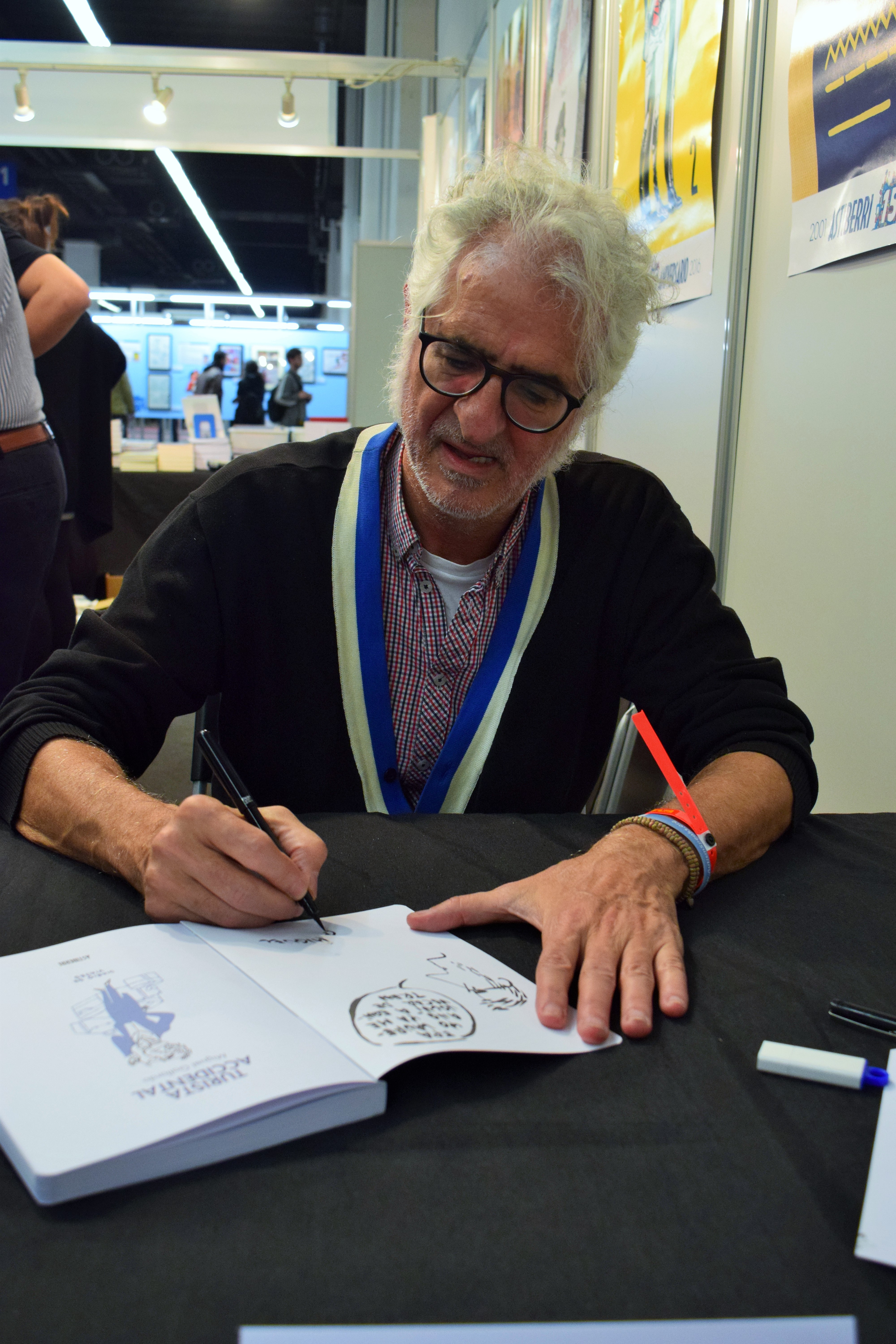
Miguel Gallardo firmant còmics.
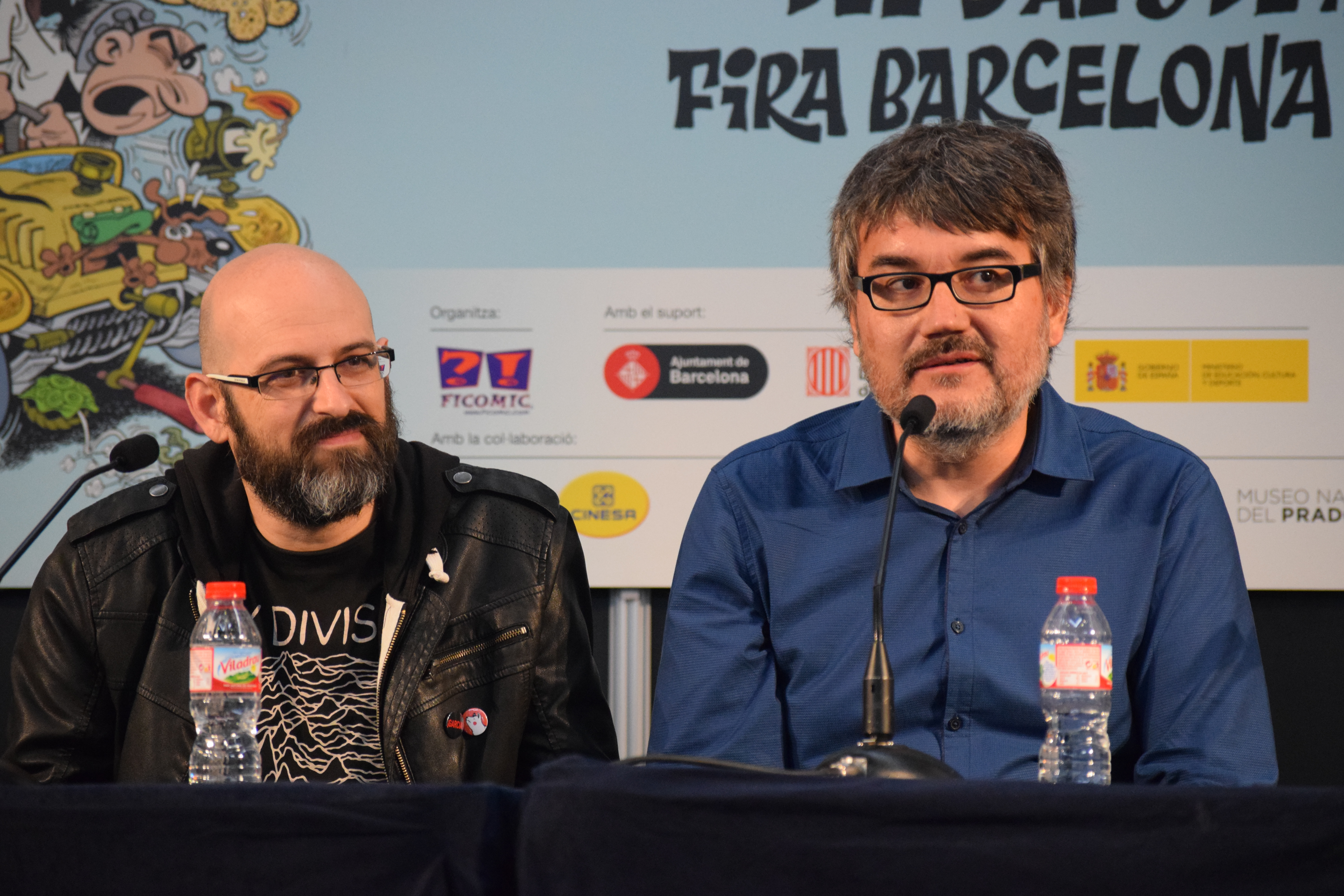
Luis Bustos i Santiago García presentant !García!.
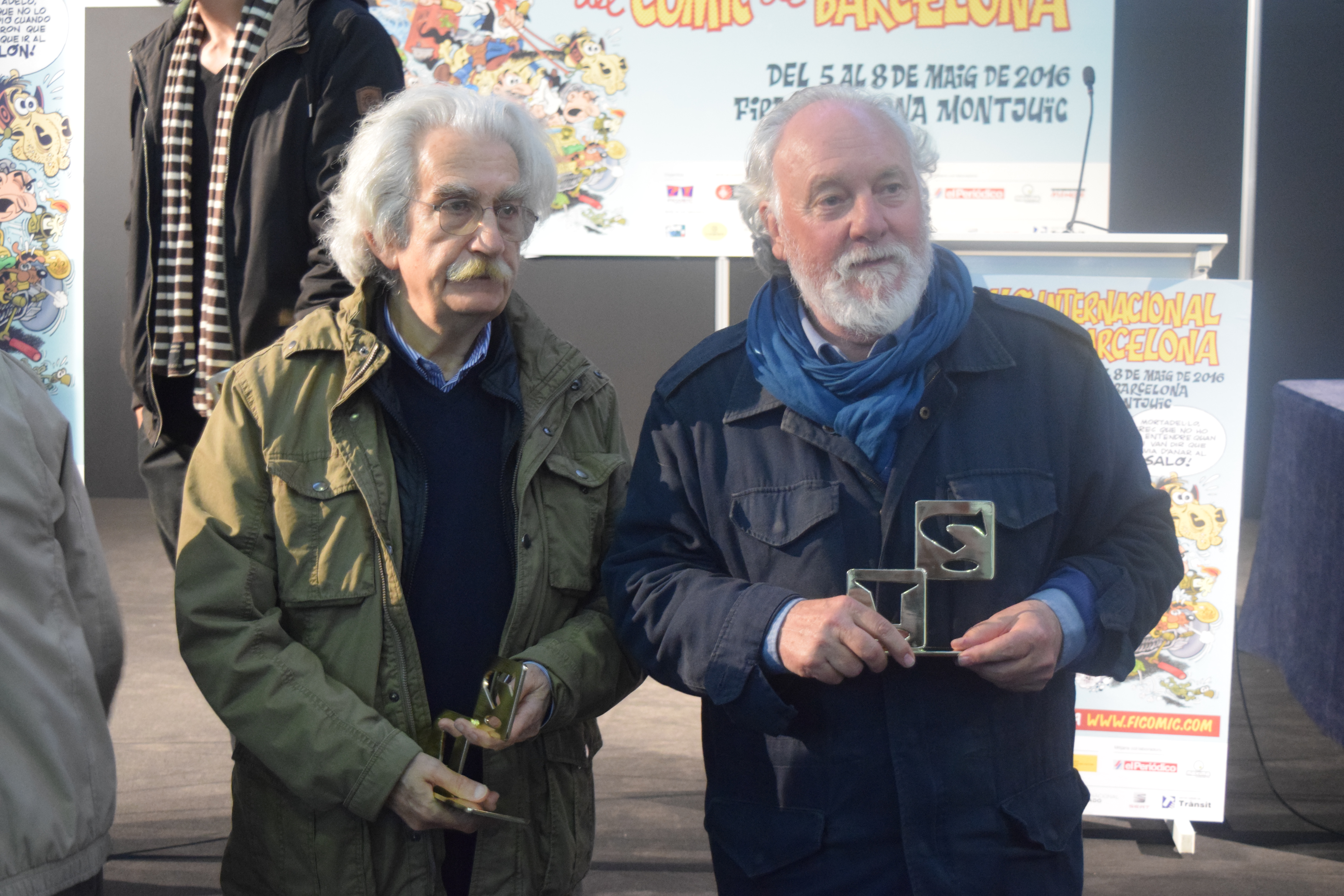
Serpieri i Lele Vianello mostrant el guardó obtingut.